# Liste der Kulturdenkmale in Reudnitz-Thonberg, L–Z
Die Liste der Kulturdenkmale in Reudnitz-Thonberg enthält die Kulturdenkmale des Leipziger Ortsteils Reudnitz-Thonberg, die in der Denkmalliste vom Landesamt für Denkmalpflege Sachsen mit Stand 2017 erfasst wurden.
Aus Platzgründen ist diese Liste geteilt. In dieser Liste sind die Kulturdenkmale in den Straßen mit den Anfangsbuchstaben L–Z erfasst. Die Kulturdenkmale in den Straßen A–K sind in der Liste der Kulturdenkmale in Reudnitz-Thonberg, A–K aufgeführt.

## Legende
- Bild: Bild des Kulturdenkmals, ggf. zusätzlich mit einem Link zu weiteren Fotos des Kulturdenkmals im Medienarchiv Wikimedia Commons. Wenn man auf das Kamerasymbol klickt, können Fotos zu Kulturdenkmalen aus dieser Liste hochgeladen werden:
- Bezeichnung: Denkmalgeschützte Objekte und ggf. Bauwerksname des Kulturdenkmals
- Lage: Straßenname und Hausnummer oder Flurstücknummer des Kulturdenkmals. Die Grundsortierung der Liste erfolgt nach dieser Adresse. Der Link (Karte) führt zu verschiedenen Kartendiensten mit der Position des Kulturdenkmals. Fehlt dieser Link, wurden die Koordinaten noch nicht eingetragen. Sind diese bekannt, können sie über ein Tool mit einer Kartenansicht einfach nachgetragen werden. In dieser Kartenansicht sind Kulturdenkmale ohne Koordinaten mit einem roten bzw. orangen Marker dargestellt und können durch Verschieben auf die richtige Position in der Karte mit Koordinaten versehen werden. Kulturdenkmale ohne Bild sind an einem blauen bzw. roten Marker erkennbar.
- Datierung: Baubeginn, Fertigstellung, Datum der Erstnennung oder grobe zeitliche Einordnung entsprechend des Eintrags in der sächsischen Denkmaldatenbank
- Beschreibung: Kurzcharakteristik des Kulturdenkmals entsprechend des Eintrags in der sächsischen Denkmaldatenbank, ggf. ergänzt durch die dort nur selten veröffentlichten Erfassungstexte oder zusätzliche Informationen
- ID: Vom Landesamt für Denkmalpflege Sachsen vergebene, das Kulturdenkmal eindeutig identifizierende Objekt-Nummer. Der Link führt zum PDF-Denkmaldokument des Landesamtes für Denkmalpflege Sachsen. Bei ehemaligen Kulturdenkmalen können die Objektnummern unbekannt sein und deshalb fehlen bzw. die Links von aus der Datenbank entfernten Objektnummern ins Leere führen. Ein ggf. vorhandenes Icon  führt zu den Angaben des Kulturdenkmals bei Wikidata.

## Liste der Kulturdenkmale in Reudnitz-Thonberg, L–Z
| Bild                                    | Bezeichnung | Lage                                                     | Datierung | Beschreibung | ID       |
| --------------------------------------- | --- | -------------------------------------------------------- | --- | --- | -------- |
|                                         | Mietshaus in halboffener Bebauung | Lipsiusstraße 2 (Karte)                                  | um 1910 (Mietshaus)                                                                                                 | Putzfassade mit zwei Erkern, Marmormosaik und Stuckkehle im Eingangsbereich, baugeschichtlich von Bedeutung | 09294820 |
|                                         | Doppelmietshaus in halboffener Bebauung | Lipsiusstraße 6; 8 (Karte)                               | um 1915 (Doppelmietshaus)                                                                                           | Putzfassade, Terrazzo mit Mosaik im Eingangsbereich, Reformstil-Architektur, baugeschichtlich von Bedeutung | 09262937 |
|                                         | Mietshaus in geschlossener Bebauung in Ecklage, mit Vorgarten und Einfriedung | Lipsiusstraße 7 (Karte)                                  | 1925 (Mietshaus) | Putzfassade mit Sgraffito, Einfriedung mit eisernem Gitter, baugeschichtlich von Bedeutung | 09263408 |
| Weitere Bilder                          | Mietshaus in halboffener Bebauung in Ecklage, mit Vorgarten und Einfriedung | Lipsiusstraße 9 (Karte)                                  | 1925 (Mietshaus) | Putzfassade mit Sgraffito, Einfriedung mit eisernem Gitter, baugeschichtlich von Bedeutung | 09290701 |
| Direkt Bild zu diesem Denkmal hochladen | Schulgebäude (Anschrift: Kurt-Günther-Straße 5 und Lipsiusstraße 10), mit Einfriedung und Schulhof | Lipsiusstraße 10 (Karte)                                 | um 1900 (Schule) | bildet Ensemble mit Schule Möbiusstraße 8, baugeschichtlich und ortsgeschichtlich von Bedeutung | 09262931 |
|                                         | Doppelmietshaus (Anschrift: Lipsiusstraße 10a und Möbiusstraße 9) einer Wohnanlage | Lipsiusstraße 10a (Karte)                                | 1927–1928 (Doppelmietshaus)                                                                                         | Putzfassade, Eckgebäude des sozialen Wohnungsbaus, von baugeschichtlichem und ortsentwicklungsgeschichtlichem Interesse | 09263459 |
|                                         | Mietshaus in geschlossener Bebauung, mit Einfriedung und Vorgarten | Lipsiusstraße 11 (Karte)                                 | 1905 (Mietshaus) | Klinkerfassade mit zwei Standerkern, farbige Treppenhausfenster, Stuckreste und Wandkacheln im Eingangsbereich, baugeschichtlich von Bedeutung | 09263409 |
|                                         | Mietshaus in geschlossener Bebauung mit Vorgarten | Lipsiusstraße 13 (Karte)                                 | um 1910 (Mietshaus)                                                                                                 | Klinkerfassade mit zwei Standerkern, baugeschichtlich von Bedeutung | 09294819 |
|                                         | Mietshaus in geschlossener Bebauung mit Vorgarten | Lipsiusstraße 15 (Karte)                                 | um 1910 (Mietshaus)                                                                                                 | Klinkerfassade mit Erker, baugeschichtlich von Bedeutung | 09294818 |
|                                         | Mietshaus (mit zwei Hausnummern) in geschlossener Bebauung in Ecklage, mit Einfriedung und Vorgarten | Lipsiusstraße 17; 17a (Karte)                            | 1935 (Mietshaus) | Putzfassade mit Klinkergliederung und ornamentalen Sgraffito, baugeschichtlich von Bedeutung | 09263410 |
| Weitere Bilder                          | Mietshauszeile einer Wohnanlage | Lipsiusstraße 18; 20; 22; 24 (Karte)                     | um 1925/1930, Mietshauszeile (Mehrfamilienwohnhaus)                                                                 | siehe auch Holsteinstraße 24, Putzfassade im Art-déco-Stil, Putzgliederung im Eingangsbereich, baugeschichtlich von Bedeutung | 09263785 |
|                                         | Mietshäuser einer Wohnanlage, mit Vorgärten und Einfriedung | Lipsiusstraße 19; 21; 23; 25; 27 (Karte)                 | um 1925 (Mehrfamilienwohnhaus)                                                                                      | Putzfassaden, Wand- und Deckengliederung im Eingangsbereich | 09263788 |
|                                         | Mietshaus in halboffener Bebauung in Ecklage | Lipsiusstraße 28 (Karte)                                 | 1915 (Mietshaus) | mit Eckladen, Putzfassade mit Erkern, farbig verglaste Treppenhausfenster, Terrazzo und Stuck im Eingangsbereich, im Reformstil, baugeschichtlich von Bedeutung | 09263401 |
|                                         | Mietshaus in geschlossener Bebauung | Lipsiusstraße 30 (Karte)                                 | 1915 (Mietshaus) | Putzfassade, Reste farbiger Treppenhausfenster, Terrazzo, Stuck und Ausmalung im Eingangsbereich, baugeschichtlich von Bedeutung | 09263402 |
|                                         | Mietshaus in geschlossener Bebauung | Lipsiusstraße 32 (Karte)                                 | um 1915 (Mietshaus)                                                                                                 | Putzfassade, farbige Treppenhausfenster, Terrazzo und Wandkacheln im Eingangsbereich, baugeschichtlich von Bedeutung | 09263403 |
|                                         | Mietshaus in halboffener Bebauung | Lipsiusstraße 33 (Karte)                                 | um 1915 (Mietshaus)                                                                                                 | Putzfassade mit Holzbalkons und Fachwerkgiebel, farbig verglaste Treppenhausfenster, baugeschichtlich von Bedeutung | 09263407 |
|                                         | Mietshaus in geschlossener Bebauung | Lipsiusstraße 34 (Karte)                                 | um 1912 (Mietshaus)                                                                                                 | Klinkerfassade, farbig verglaste Treppenhausfenster, baugeschichtlich von Bedeutung | 09263400 |
| Weitere Bilder                          | Drei Mietshäuser in geschlossener Bebauung | Lipsiusstraße 35; 37; 39 (Karte)                         | 1909–1910 (Nummer 35), 1910 (Nummer 37), 1910–1911 (Nummer 39)                                                      | Putzfassade mit Sandsteinsockel, im Eingangsbereich Stuckreliefs und Terrazzo, Haustüren mit farbiger Verglasung, im Reformstil, baugeschichtlich von Bedeutung Entwürfe für die Häusergruppe auf Reudnitzer Flur fertigte 1909/1910 der Architekt Friedrich Arthur Finke, der zugleich Bauleitung, Ausführung und die statischen Berechnungen übernahm. Grundlage der Planungen an der Straße 5 bildete das Ortsgesetz über die Bebauung von Leipzig-Reudnitz-Süd aus dem Jahr 1905. Für die notwendige Investition konnte Wehlitzer Bäckermeister Ernst Müller gewonnen werden, zudem ist auch Finke genannt. Zunächst entstand zwischen September 1909 und Mai 1910 das Gebäude unter Nummer 35, das Nachbarhaus von Februar bis September 1910, der 3. Bau von Mai 1910 bis Februar 1911. Wenige Jahre nach Fertigstellung übernahm Valentine verehelichte Bernert Grundstück 35, die beiden Nachbarhäuser der Kaufmann Leopold Langbein. Alle drei Mietshäuser waren als Zweispänner konzipiert, mit Handkarrendurchgang im Keller und eine Wohnung im Dachgeschoss. Jede Wohnung besaß Stube und Kammer zur Straße, eine zweite Kammer zum Hof sowie Küche mit Austritt, Gang, die Aborte lagen noch außerhalb der Wohnungstür. Einheitlich erscheinen die sehr schlichten, flächigen Putzfassaden ohne Fassadenstuck, würde nicht der in Klinkermauerwerk statt der ansprechenderen Sandsteinquaderung ausgeführte Sockel bei Hausnummer 35 eine zeitlich versetzte Ausführung der Häuser vermuten lassen. Eine Rhythmisierung übernehmen neben einigen Putzstrukturen unterschiedliche Fensterformate, Zwerchhäuser und das Stockgesims über dem Parterre, alle drei Häuser besitzen einen Wirtschaftsdurchgang. Im Inneren sind die gediegenen Ausstattungen weitgehend erhalten geblieben. Die Häusergruppe bildet mit der gegenüber in der Geißlerstraße stehenden Wohnanlage der 1920er Jahre einen bemerkenswerten Eindruck der Reudnitzer Stadtteilentwicklung in Hinblick auf den sozialen Wohnungsbau der Zeit, es besteht ein baugeschichtlicher und sozialgeschichtlicher Wert. LfD/2016 | 09263406 |
|                                         | Mietshaus in halboffener Bebauung und in Ecklage | Lipsiusstraße 36 (Karte)                                 | nach 1925 (Mietshaus)                                                                                               | Putzfassade, Erdgeschoss in Klinker, Treppenhausfenster mit Strukturglas, erbaut im Zusammenhang mit der Städtischen Wohnanlage Holsteinstraße, siehe auch Carpzovstraße 2 und 8, baugeschichtlich von Bedeutung | 09263327 |
|                                         | Mietshaus in geschlossener Bebauung in Ecklage | Lipsiusstraße 38 (Karte)                                 | 1914/1916 (Mietshaus); 1916 (Vorgarten)                                                                             | Mietshaus in Ecklage, mit Vorgarten zur Carpzovstraße; Putzfassade der Reformstilzeit, Eckbau mit baugeschichtlichem und ortsentwicklungsgeschichtlichem Wert | 09307021 |
|                                         | Mietshaus in geschlossener Bebauung | Lipsiusstraße 40 (Karte)                                 | 1915 (Mietshaus) | Putzfassade, Stuckreliefs im Eingangsbereich, baugeschichtlich von Bedeutung | 09263399 |
|                                         | Mietshaus in geschlossener Bebauung | Lipsiusstraße 41 (Karte)                                 | 1912–1915 (Mietshaus)                                                                                               | Putzfassade, Stuckreliefs im Eingangsbereich, farbige Treppenhausfenster, Reformstil-Architektur, baugeschichtlich von Bedeutung | 09263405 |
|                                         | Mietshaus in geschlossener Bebauung | Lipsiusstraße 42 (Karte)                                 | 1915 (Mietshaus) | Putzfassade mit sparsamer Gliederung, Stuckreliefs im Eingangsbereich, baugeschichtlich von Bedeutung | 09263397 |
|                                         | Mietshaus in geschlossener Bebauung (bauliche Einheit mit Nr. 45) | Lipsiusstraße 43 (Karte)                                 | um 1910/1915 (Mietshaus)                                                                                            | Putzfassade, Reliefs im Eingangsbereich, baugeschichtlich von Bedeutung | 09264353 |
|                                         | Mietshaus in halboffener Bebauung (bauliche Einheit mit Nr. 43) | Lipsiusstraße 45 (Karte)                                 | um 1912 (Mietshaus)                                                                                                 | Putzfassade, farbig verglaste Treppenhausfenster, Stuckreliefs und Terrazzo im Eingangsbereich, baugeschichtlich von Bedeutung | 09263404 |
| Direkt Bild zu diesem Denkmal hochladen | Mehrfamilienhaus einer Wohnanlage, mit Vorgarten | Max-Pommer-Straße 2 (Karte)                              | 1913 (Mehrfamilienwohnhaus)                                                                                         | siehe auch Carpzovstraße 29–33 und Wolfshainer Straße 1, Putzfassade, Reformstil-Architektur, baugeschichtlich und sozialgeschichtlich von Bedeutung | 09263879 |
|                                         | Mehrfamilienhaus einer Wohnanlage, mit Vorgarten | Max-Pommer-Straße 4 (Karte)                              | 1912 (Mehrfamilienwohnhaus)                                                                                         | siehe auch Hofer Straße 13–17 und Wolfshainer Straße 3, Putzfassade, als Zeugnis sozialen Wohnungsbaus baugeschichtlich von Bedeutung | 09263880 |
| Direkt Bild zu diesem Denkmal hochladen | Platzanlage | Möbiusplatz (Karte)                                      | 1914 (Stadtplatz)                                                                                                   | begrenzt von Möbiusstraße, Oststraße und Eilenburger Straße, mit altem Baumbestand und Wegeeinfassung, ehemals auch Transformatorenstation mit Putzfassade, ortsentwicklungsgeschichtlich und stadtgrüngeschichtlich von Bedeutung | 09263814 |
| Weitere Bilder                          | Mietshaus in geschlossener Bebauung, mit Vorgarten | Möbiusplatz 1 (Karte)                                    | 1907 (Mietshaus) | Klinkerfassade, farbig verglaste Holzveranden, baugeschichtlich von Bedeutung | 09263411 |
|                                         | Mietshaus in geschlossener Bebauung, mit Vorgarten | Möbiusplatz 2 (Karte)                                    | 1908 (Mietshaus) | Klinkerfassade, farbig verglaste Holzveranden, Treppenhausfenster mit Resten farbiger Verglasung, Terrazzo und Mosaik im Eingangsbereich, baugeschichtlich von Bedeutung | 09263412 |
|                                         | Mietshaus in offener Bebauung | Möbiusstraße 4 (Karte)                                   | 1905/1910 (Miethaus)                                                                                                | Mietshaus in offener Bebauung; Klinkerfassade, mit zwei Erkern und Balkons, Terrazzo und Stuck im Eingangsbereich, baugeschichtlich von Bedeutung | 09263416 |
|                                         | Schulgebäude (Anschrift: Möbiusstraße 8 und Kurt-Günther-Straße 5a), mit Vorgarten und Einfriedung sowie Schulhof | Möbiusstraße 8 (Karte)                                   | 1910 (Gymnasium) | Putzfassade, Stuck im Eingangsbereich, siehe auch Schulgebäude Kurt-Günther-Straße 5/Lipsiusstraße 10, im Stil der Leipziger Neorenaissance (in Anlehnung an den abgebrochenen Burgkeller-Giebel in der Innenstadt), baugeschichtlich und ortsgeschichtlich von Bedeutung | 09263417 |
|                                         | Doppelmietshaus (Anschrift: Lipsiusstraße 10a und Möbiusstraße 9) einer Wohnanlage | Möbiusstraße 9 (Karte)                                   | 1927–1928 (Doppelmietshaus)                                                                                         | Putzfassade, Eckgebäude des sozialen Wohnungsbaus, von baugeschichtlichem und ortsentwicklungsgeschichtlichem Interesse | 09263459 |
|                                         | Mietshaus in geschlossener Bebauung | Möbiusstraße 11 (Karte)                                  | 1914 (Mietshaus) | Putzfassade mit zwei Erkern und Balkons, Treppenhausfenster mit Resten farbiger Verglasung, Terrazzo im Eingangsbereich, im Reformstil, baugeschichtlich von Bedeutung | 09263414 |
|                                         | Mietshaus in geschlossener Bebauung | Möbiusstraße 13 (Karte)                                  | 1914 (Mietshaus) | Putzfassade mit zwei Erkern, Treppenhausfenster mit Resten farbiger Verglasung, Stuck und Terrazzo mit farbigem Mosaik im Eingangsbereich, im Reformstil, baugeschichtlich von Bedeutung | 09263415 |
| Direkt Bild zu diesem Denkmal hochladen | Doppelmietshaus (Anschrift: Kurt-Günther-Straße 7 und Möbiusstraße 15) einer Wohnanlage | Möbiusstraße 15 (Karte)                                  | 1926–1927 (Mehrfamilienwohnhaus)                                                                                    | Putzfassade mit Klinkergliederung, Steinmosaik und Lampen im Hausflur original, Malerei im Eingangsbereich, Anklänge an den Art-déco-Stil, baugeschichtlich von Bedeutung | 09263393 |
|                                         | Mietshaus (mit zwei Hausnummern) in ehemals halboffener Bebauung | Mühlstraße 12; 12a (Karte)                               | um 1900 (Mietshaus)                                                                                                 | mit Tordurchfahrt, Klinkerfassade mit Rundbogenfenstern, baugeschichtlich von Bedeutung | 09263418 |
| Weitere Bilder                          | Brauereianlage bestehend aus Mälzerei, Maschinenhaus und Werkstattgebäude | Mühlstraße 13 (Karte)                                    | 19. Jh. (Brauerei)                                                                                                  | überwiegend Putzbauten mit Klinkergliederung, siehe auch Oststraße 38, ortsgeschichtlich und baugeschichtlich von Bedeutung | 09263420 |
|                                         | Mietshaus in geschlossener Bebauung | Mühlstraße 34 (Karte)                                    | um 1900 (Mietshaus)                                                                                                 | Klinkerfassade, Holzpaneele im Eingangsbereich, baugeschichtlich von Bedeutung | 09296918 |
|                                         | Mietshaus in geschlossener Bebauung | Mühlstraße 36 (Karte)                                    | um 1900 (Mietshaus)                                                                                                 | Klinkerfassade, Holzpaneele im Eingangsbereich, baugeschichtlich von Bedeutung | 09296919 |
|                                         | Mietshaus in geschlossener Bebauung | Mühlstraße 38 (Karte)                                    | um 1895/1900 (Mietshaus)                                                                                            | Klinkerfassade, Stuck und Jugendstilgliederung im Eingangsbereich, baugeschichtlich von Bedeutung | 09263419 |
|                                         | Mietshaus in geschlossener Bebauung | Mühlstraße 40 (Karte)                                    | um 1885 (Mietshaus)                                                                                                 | historisierende Putzfassade, baugeschichtlich von Bedeutung | 09296823 |
| Direkt Bild zu diesem Denkmal hochladen | Einzeldenkmal der Sachgesamtheit Wohnanlage Anger-Crottendorf der Baugenossenschaft Festbesoldeter (Obj. 09305843, Nerchauer Straße 1–6): drei Mehrfamilienhäuser einer Wohnanlage | Nerchauer Straße 1; 2; 3 (Karte)                         | 1915 (Mehrfamilienwohnhaus)                                                                                         | Bestandteil der Wohnanlage zur Steinberger Straße 1–9, Putzfassade, Terrazzo und Putzgliederung im Eingangsbereich, Reformstil-Architektur, baugeschichtlich, sozialhistorisch und städtebaulich von Bedeutung, Zeugnis des genossenschaftlichen Wohnungsbaus in Leipzig | 09263421 |
| Direkt Bild zu diesem Denkmal hochladen | Sachgesamtheit Wohnanlage Anger-Crottendorf der Baugenossenschaft Festbesoldeter, mit folgenden Einzeldenkmalen: Mehrfamilienhäuser Nerchauer Straße 1, 2, 3 (Obj. 09263421), Nerchauer Straße 4 mit Nebengebäude (Obj. 09263423), Nerchauer Straße 5, 6 (Obj. 09263422), Hofer Straße 51, 53, 55, 57, 59 (Obj. 09263870), Hofer Straße 84, 86, 88, 90, 92 (Obj. 09263869), Oststraße 87, 89 (Obj. 09263230), Oststraße 91 (Obj. 09263811), Oststraße 93, 95 (Obj. 09263231), Steinberger Straße 1, 2, 3, 4, 5, 6, 7, 8, 9, 10 (Obj. 09263297), Posadowskyanlagen 1, 2, 3, 4, 5, 6, 7, 8 und 9, 10, 11, 12, 14, 15, 16, 17 (Obj. 09263247 und Obj. 09302284), mit folgenden Sachgesamtheitsteilen: Wiederaufbau-Mietshaus Posadowskyanlagen 13, weiterhin Einfriedungen und Toranlagen zu den Innenhöfen, sowie Vorgärten und Gartenanlagen in den Innenhöfen | Nerchauer Straße 1; 2; 3; 4; 5; 6 (Karte)                | 1911–1915 (Wohnanlage), 1955 (Nummer 13, Sachgesamtheitsteil, nach Wiederaufbau)                                    | Putzfassaden, Reformstil-Architektur, baugeschichtlich, sozialhistorisch und städtebaulich von Bedeutung, Zeugnis des genossenschaftlichen Wohnungsbaus in Leipzig | 09305843 |
| Direkt Bild zu diesem Denkmal hochladen | Einzeldenkmal der Sachgesamtheit Wohnanlage Anger-Crottendorf der Baugenossenschaft Festbesoldeter (Obj. 09305843, Nerchauer Straße 1–6): Mehrfamilienhaus einer Wohnanlage und Nebengebäude (Doppelgarage) mit Wäschemangel | Nerchauer Straße 4 (Karte)                               | 1915 (Mehrfamilienwohnhaus)                                                                                         | Putzfassade, Terrazzo und Putzgliederung im Eingangsbereich, siehe auch Hofer Straße 51–59, Reformstil-Architektur, baugeschichtlich, sozialhistorisch und städtebaulich von Bedeutung, Zeugnis des genossenschaftlichen Wohnungsbaus in Leipzig | 09263423 |
| Direkt Bild zu diesem Denkmal hochladen | Einzeldenkmal der Sachgesamtheit Wohnanlage Anger-Crottendorf der Baugenossenschaft Festbesoldeter (Obj. 09305843, Nerchauer Straße 1–6): zwei Mehrfamilienhäuser einer Wohnanlage | Nerchauer Straße 5; 6 (Karte)                            | 1912–1913 (Mehrfamilienwohnhaus)                                                                                    | siehe auch Hofer Straße 84–92, Putzfassaden, Wandfliesen, Putzgliederung und Terrazzo im Eingangsbereich, Reformstil-Architektur, baugeschichtlich, sozialhistorisch und städtebaulich von Bedeutung, Zeugnis des genossenschaftlichen Wohnungsbaus in Leipzig | 09263422 |
|                                         | Mietshaus in halboffener Bebauung in Ecklage | Ostplatz 4 (Karte)                                       | 1898–1899 (Mietshaus)                                                                                               | mit Eckladen, Klinkerfassade mit Eckerker, Stuck im Eingangsbereich, gusseiserne Balkonanlage in der Durchfahrt zum Hof, baugeschichtlich von Bedeutung | 09263424 |
| Weitere Bilder                          | Mietshaus in geschlossener Bebauung in Ecklage und Gartenhaus im Hof | Ostplatz 5 (Karte)                                       | um 1895 (Mietshaus)                                                                                                 | historisierende Klinkerfassade mit Sandsteingliederung, Eckerker, im Innern geätzte Treppenhausfenster, Stuck und Marmorstufen im Eingangsbereich, baugeschichtlich von Bedeutung | 09263425 |
| Weitere Bilder                          | Deutsche Bahn AG; Eisenbahnbrücke: Eisenbahnbrücke über die Oststraße | Oststraße (Karte)                                        | um 1890 (Eisenbahnbrücke)                                                                                           | in Nähe Posadowskyanlagen, technik- und eisenbahngeschichtlich von Bedeutung | 09263813 |
| Weitere Bilder                          | Eisenbahnbrücke über die Oststraße | Oststraße (Karte)                                        | 1905 (2019 abgerissen)                                                                                              | an der Straßeneinmündung Am Bahndamm, Strecke 6361 Leipzig Hbf – Connewitz (Streckenkilometer 5,311), Stahlbalkenbrücke, eisenbahngeschichtlich von Bedeutung | 09264524 |
| Direkt Bild zu diesem Denkmal hochladen | Mietshaus in halboffener Bebauung | Oststraße 1 (Karte)                                      | um 1900 (Mietshaus)                                                                                                 | mit Laden, Klinkerfassade, baugeschichtlich von Bedeutung | 09263426 |
|                                         | Mietshaus in halboffener Bebauung und in Ecklage, mit Apotheke und Einfriedung | Oststraße 2 (Karte)                                      | 1903 (Mietshaus) | Putzfassade mit Jugendstil-Putzgliederung, Sandstein-Erdgeschoss, Marmor im Eingangsbereich, geätzte Treppenhausfenster, baugeschichtlich von Bedeutung, städtebaulich prägende Lage am Ostplatz | 09263427 |
| Direkt Bild zu diesem Denkmal hochladen | Mietshaus in geschlossener Bebauung | Oststraße 3 (Karte)                                      | um 1900 (Mietshaus)                                                                                                 | Klinkerfassade mit Sandsteingliederung, zwei Erker, Stuck im Eingangsbereich, bleiverglaste Treppenhausfenster, Windfangtür mit Bleiglasresten, baugeschichtlich von Bedeutung | 09263428 |
| Direkt Bild zu diesem Denkmal hochladen | Mietshaus in halboffener Bebauung | Oststraße 4 (Karte)                                      | um 1900 (Mietshaus)                                                                                                 | Putzfassade mit Erker und turmartiger Eckerker mit Fachwerkaufsatz, ehemals mit Hofgebäude, baugeschichtlich von Bedeutung | 09263429 |
| Direkt Bild zu diesem Denkmal hochladen | Mietshaus in geschlossener Bebauung | Oststraße 5 (Karte)                                      | um 1900 (Mietshaus)                                                                                                 | Klinkerfassade mit Erker, Treppenhausfenster mit Resten farbiger Bleiverglasung, Stuck im Eingangsbereich, Wand- und Deckenmalerei innen, Schablonenmalerei Art déco im Treppenhaus, baugeschichtlich von Bedeutung | 09291824 |
| Direkt Bild zu diesem Denkmal hochladen | Mietshaus in geschlossener Bebauung | Oststraße 6 (Karte)                                      | bezeichnet 1903 (Mietshaus)                                                                                         | mit Laden, Putzfassade mit zwei Erkern, Stuck und Marmor im Eingangsbereich, Ladenfront original, baugeschichtlich von Bedeutung | 09263430 |
| Direkt Bild zu diesem Denkmal hochladen | Mietshaus in halboffener Bebauung | Oststraße 7 (Karte)                                      | bezeichnet 1899 (Mietshaus)                                                                                         | Klinkerfassade mit Erker, Windfangtür mit geätzter Verglasung, bleiverglaste Treppenhausfenster, baugeschichtlich von Bedeutung | 09291823 |
| Direkt Bild zu diesem Denkmal hochladen | Mietshaus in geschlossener Bebauung | Oststraße 8 (Karte)                                      | um 1900 (Mietshaus)                                                                                                 | Klinkerfassade mit zwei Erkern, Treppenhausfenster mit Resten farbiger Bleiverglasung, Stuck und Prägetapete auf Holzrahmen im Eingangsbereich, baugeschichtlich von Bedeutung | 09263431 |
| Direkt Bild zu diesem Denkmal hochladen | Mietshaus in halboffener Bebauung in Ecklage und seitliche Toreinfahrt | Oststraße 9 (Karte)                                      | um 1895 (Mietshaus)                                                                                                 | mit Eckladen, prächtig gestaltete Putz-Klinker-Fassade mit Erkern, im Stil des Historismus, im Innern reicher Stuck und Holztäfelung, baugeschichtlich von Bedeutung | 09291822 |
| Direkt Bild zu diesem Denkmal hochladen | Mietshaus in ehemals geschlossener Bebauung in Ecklage (bauliche Einheit mit Volckmarstraße 5a) | Oststraße 13 (Karte)                                     | um 1890 (Mietshaus)                                                                                                 | ehemals mit zwei Fabriketagen, mit Tordurchfahrt, Putzfassade mit Eckerker, ortsentwicklungsgeschichtlich und baugeschichtlich von Bedeutung | 09291820 |
| Direkt Bild zu diesem Denkmal hochladen | Mietshaus in geschlossener Bebauung in Ecklage | Oststraße 14 (Karte)                                     | 1880er Jahre (Mietshaus)                                                                                            | mit Hausdurchgang, mit Eckladen, Putzfassade, baugeschichtlich von Bedeutung | 09263432 |
| Direkt Bild zu diesem Denkmal hochladen | Mietshaus in geschlossener Bebauung | Oststraße 16 (Karte)                                     | um 1880 (Mietshaus)                                                                                                 | ehemals mit Laden, Putzfassade, geätzte Treppenhausfenster, baugeschichtlich von Bedeutung | 09263433 |
| Direkt Bild zu diesem Denkmal hochladen | Mietshaus in ehemals geschlossener Bebauung in Ecklage | Oststraße 17 (Karte)                                     | um 1880 (Mietshaus)                                                                                                 | mit Eckladen und Laden, Putzfassade, neun Jalousieblenden, baugeschichtlich von Bedeutung | 09262914 |
| Direkt Bild zu diesem Denkmal hochladen | Mietshaus in geschlossener Bebauung | Oststraße 18 (Karte)                                     | 1880er Jahre (Mietshaus)                                                                                            | mit Laden, Putzfassade mit Sandsteingliederung, geätzte Treppenhausfenster, Stuck im Eingangsbereich, baugeschichtlich von Bedeutung | 09263434 |
| Direkt Bild zu diesem Denkmal hochladen | Mietshaus in geschlossener Bebauung in Ecklage | Oststraße 20 (Karte)                                     | um 1890 (Mietshaus)                                                                                                 | mit Eckladen, zeittypische Putzfassade, geätzte Treppenhausfenster, baugeschichtlich von Bedeutung | 09263435 |
| Direkt Bild zu diesem Denkmal hochladen | Mietshaus in halboffener Bebauung | Oststraße 21 (Karte)                                     | um 1930 (Mietshaus)                                                                                                 | Putzfassade mit zeittypischer Gliederung, baugeschichtlich von Bedeutung | 09262925 |
|                                         | Fabrikgebäude (Anschrift: Oststraße 24 und Schulze-Boysen-Straße 2) in geschlossener Bebauung in Ecklage | Oststraße 24 (Karte)                                     | um 1910, Buchbinderei (Fabrik)                                                                                      | mit Tordurchfahrt, Putzfassade, Reformstil-Architektur, erbaut als moderner Großbuchbinderei-Betrieb, baugeschichtlich und ortsentwicklungsgeschichtlich von Bedeutung, technikhistorischer Wert | 09263436 |
| Weitere Bilder                          | Krankenhaus | Oststraße 25 (Karte)                                     | 1891–1899 (Krankenhaus)                                                                                             | zeittypische Klinkerfassade, siehe auch Eilenburger Straße 13 und Heizhaus Eilenburger Straße 11, baugeschichtlich und ortsgeschichtlich von Bedeutung | 09263437 |
|                                         | Mietshaus in halboffener Bebauung in Ecklage | Oststraße 31 (Karte)                                     | um 1890 (Mietshaus)                                                                                                 | mit Eckladen, Klinkerfassade mit Eckerker, teilweise geätzte Treppenhausfenster, baugeschichtlich von Bedeutung | 09290863 |
|                                         | Mietshaus in geschlossener Bebauung | Oststraße 33 (Karte)                                     | um 1890 (Mietshaus)                                                                                                 | mit Läden, Klinkerfassade, baugeschichtlich von Bedeutung | 09263349 |
|                                         | Fabrikgebäude in halboffener Bebauung | Oststraße 38 (Karte)                                     | 1910/1915 (Brauerei)                                                                                                | | 09263439 |
|                                         | Fabrikgebäude in halboffener Bebauung | Oststraße 40 (Karte)                                     | bezeichnet 1915/1916 (Fabrik)                                                                                       | mit großer Durchfahrt, Putzfassade, Wandkacheln im Eingangsbereich, ortsgeschichtlich von Bedeutung | 09263440 |
|                                         | Mietshaus in geschlossener Bebauung | Oststraße 41 (Karte)                                     | um 1895/1900 (Mietshaus)                                                                                            | historisierende Putzfassade, baugeschichtlich von Bedeutung | 09290862 |
| Direkt Bild zu diesem Denkmal hochladen | Mietshaus in geschlossener Bebauung in Ecklage | Oststraße 43 (Karte)                                     | um 1900 (Mietshaus)                                                                                                 | mit Eckladen, historisierende Putzfassade, Stuck im Eingangsbereich, baugeschichtlich von Bedeutung | 09263789 |
|                                         | Mietshaus in geschlossener Bebauung in Ecklage | Oststraße 45 (Karte)                                     | um 1890 (Mietshaus)                                                                                                 | ehemals mit Eckladen, Putzfassade, Holztäfelung und Stuck im Eingangsbereich, baugeschichtlich von Bedeutung | 09291818 |
|                                         | Mietshaus in geschlossener Bebauung in Ecklage | Oststraße 46 (Karte)                                     | 1888–1889 (Mietshaus)                                                                                               | mit Hausdurchgang und ehemals Eckladen, Putzfassade, wirkungsvoller Eckbau des Historismus mit baugeschichtlichem und ortsgeschichtlicher Wertigkeit Unter Vertrag wurde der Architekt Armand Schulze genommen, als Bauherren traten Eduard Hermann Otto, Johann Friedrich Schäfer und Karl Wilhelm Friedrich auf. Hinter der wirkungsvollen historistischen Fassade des Eckhauses lagen in den Obergeschossen jeweils vier Wohnungen während das Erdgeschoss eine Restauration besaß, einen Laden sowie die Durchfahrt. Am Nikolaustag 1888 wurde der Baubeginn angezeigt und am 23. Juni des Folgejahres die Fertigstellung gemeldet. Wenige Jahre später sollte der Laden als Gesellschaftszimmer dem Restaurantbetrieb zugeführt werden und 1907 der Gaststättenzugang aus der Durchfahrt direkt an die verbrochene Ecke verlegt werden. Ab 1920 waren die Mieter auf den hofseitigen Hauseingang angewiesen mit einem Zugang nur über die Durchfahrt Obere Münsterstraße 8 (heute Albert-Schweitzer-Straße), der alte Durchgang wurde 1953–1954 wieder hergestellt durch Baumeister Rudolf Müller. Zeitweise erfolgte eine Nutzung des ersten Obergeschosses als Büro. Sanierung um 2012. Feiner Stuckdekor prägt vor allem im 3. Obergeschoss die insgesamt sechzehn Achsen fassende Fassade, die durch die letzten Sanierungsarbeiten einen Teil ihrer eleganten Wirkung eingebüßt hat. Dahinter hat sich die Ausstattung im Mietshaus weitgehend erhalten. Als Dokument der städtischen Entwicklung in Reudnitz besitzt das Haus eine baugeschichtliche, als straßenraumprägender Eckbau zudem eine städtebauliche Bedeutung. LfD/2013 | 09262923 |
| Direkt Bild zu diesem Denkmal hochladen | Mietshaus in geschlossener Bebauung | Oststraße 47 (Karte)                                     | um 1890 (Mietshaus)                                                                                                 | mit Tordurchfahrt, mit Laden, Klinkerfassade, baugeschichtlich von Bedeutung | 09262922 |
|                                         | Mietshaus in geschlossener Bebauung | Oststraße 50 (Karte)                                     | um 1900 (Mietshaus)                                                                                                 | mit Laden, Putz-Klinker-Fassade, Ladenfront original, Stuckreliefs und Wandkacheln im Eingangsbereich, baugeschichtlich von Bedeutung | 09263441 |
| Weitere Bilder                          | Sieben Stiftswohngebäude (in drei Wohnblöcken) mit Nebengebäude, Pflasterung und Grünplatz im Hof sowie Büste der Stifterin (im Haus Nr. 51c) | Oststraße 51; 51a; 51b; 51c; 53; 53a; 53b (Karte)        | 1890–1892 (Stift)                                                                                                   | dreiseitige Anlage von Wohngebäuden um einen Hof mit einem Wirtschaftsgebäude und kleinem Grünplatz, Wohngebäude an Oststraße, Riebeckstraße und Eilenburger Straße, zweifarbige Klinkerfassaden, baugeschichtlich und ortsgeschichtlich von Bedeutung | 09291817 |
|                                         | Mietshaus in geschlossener Bebauung | Oststraße 52 (Karte)                                     | um 1900 (Mietshaus)                                                                                                 | Klinkerfassade, Stuckmedaillons und Stuckwandgliederung im Eingangsbereich, baugeschichtlich von Bedeutung | 09263443 |
|                                         | Mietshaus in geschlossener Bebauung | Oststraße 54 (Karte)                                     | um 1900 (Mietshaus)                                                                                                 | historisierende Klinkerfassade, baugeschichtlich von Bedeutung | 09263444 |
|                                         | Mietshaus in geschlossener Bebauung in Ecklage | Oststraße 55 (Karte)                                     | 1905 (Mietshaus) | mit ehemaligem Eckladen, Putzfassade mit Erkern, Kacheln und Stuck im Eingangsbereich, baugeschichtlich von Bedeutung | 09263448 |
|                                         | Mietshaus in geschlossener Bebauung in Ecklage | Oststraße 56 (Karte)                                     | um 1900 (Mietshaus)                                                                                                 | mit Eckladen, Klinkerfassade, Treppenhausfenster mit Resten farbiger Bleiverglasung, Stuck im Eingangsbereich, baugeschichtlich von Bedeutung | 09263442 |
|                                         | Mietshaus in geschlossener Bebauung | Oststraße 57 (Karte)                                     | 1904 (Mietshaus) | Klinkerfassade, Terrazzo, Stuck und Bodenmosaik im Eingangsbereich, baugeschichtlich von Bedeutung | 09263449 |
|                                         | Mietshaus in geschlossener Bebauung in Ecklage | Oststraße 58 (Karte)                                     | 1906 (Mietshaus) | mit Eckladen Putzfassade mit Erkern, baugeschichtlich von Bedeutung | 09263450 |
|                                         | Mietshaus in geschlossener Bebauung | Oststraße 59 (Karte)                                     | 1905 (Mietshaus) | Putzfassade, sehr schöne Treppenhausausmalung, Kacheln und Stuck im Eingangsbereich, baugeschichtlich von Bedeutung | 09263451 |
|                                         | Mietshaus in geschlossener Bebauung | Oststraße 60 (Karte)                                     | 1906 (Mietshaus) | mit Laden, Klinkerfassade, Stuck und Terrazzo im Eingangsbereich, baugeschichtlich von Bedeutung | 09263452 |
| Direkt Bild zu diesem Denkmal hochladen | Mietshaus in geschlossener Bebauung | Oststraße 61 (Karte)                                     | um 1905 (Mietshaus)                                                                                                 | Putzfassade, originale Hausflurlampe, bleiverglaste Treppenhausfenster, baugeschichtlich von Bedeutung | 09294786 |
|                                         | Mietshaus in geschlossener Bebauung | Oststraße 62 (Karte)                                     | 1906 (Mietshaus) | Klinkerfassade, Stuck und Terrazzo im Eingangsbereich, baugeschichtlich von Bedeutung | 09263453 |
|                                         | Mietshaus in halboffener Bebauung in Ecklage, mit seitlicher Einfriedung und Vorgarten | Oststraße 63 (Karte)                                     | 1906 (Mietshaus) | mit Eckladen, Klinkerfassade mit Erkern, Ladeneingangstür original, Stuck im Eingangsbereich, baugeschichtlich von Bedeutung | 09263454 |
|                                         | Mietshaus in halboffener Bebauung in Ecklage, mit seitlichem Vorgarten und Einfriedung | Oststraße 65 (Karte)                                     | um 1900 (Mietshaus)                                                                                                 | mit Eckladen, Putzfassade Reste bleiverglaster Treppenhausfenster, Stuck und Terrazzo im Eingangsbereich, baugeschichtlich von Bedeutung | 09263455 |
|                                         | Mietshaus in halboffener Bebauung und in Ecklage, sowie Vorgarten mit Einfriedung an der Robert-Volkmann-Straße | Oststraße 66a (Karte)                                    | 1913 (Mietshaus) | Putzfassade, mit Eckladen und mit ehemals zweitem Laden, Reformstil-Architektur, wissenschaftlich-dokumentarischer und städtebaulicher Wert In Ecklage wurde 1913 das Mietshaus durch Franz Wilhelm Lange und Karl Richter, Inhaber eines Baugeschäftes in der Robert-Volkmann-Straße 3, errichtet. An der Ecke ein kleiner Vorgarten mit erhaltener Einfriedung, der Eckladen ehemals Fleischerei mit Kühlraum unter dem Pflaster des kleinen Hofes. Weitere namhafte Grundstücksbesitzer waren Montageinspektor Johannes Carl Emil Büttner (1920) sowie Paul Stock und Ehefrau Marie Stock geb. Richter in Brooklyn NY/USA (1921). Hugo Brückner reichte 1922 den Bauantrag für eine zweite Wohnung im Dachgeschoss ein. Im Jahr 1942 Einsetzung einer Verwaltung des Grundstücks von Staatsseite, 1956 Projektbeschreibung für eine teilweise Instandsetzung mit Aufbaugrundschuld durch den VEB Haus- und Grundbesitz. Umbau des zweiten Ladens zu Wohnraum wohl 1962 und Ersetzung der defekten Hofkellerdecke 1969. Sicherungsmaßnahmen des später arg vernachlässigten Grundstücks 1999 durch die LWB. Das großzügig wirkende Eckwohnhaus wird zur Oststraße gegliedert durch zwei Polygonalerker und ein vierachsiges Dachhaus, ein dritter Erker befindet sich an der Giebelfassade der Robert-Volkmann-Straße. Gemeinsam mit Oststraße 74 klammert der Bau förmlich die kleine dazwischen liegende Mietshausgruppe mit Klinkerfassaden. Original erhaltene Putzfassade mit Putz- und Kunststeingliederung sowie einigen Schmuckformen an den Erkern, die handwerklich solide Ausstattung weitgehend erhalten. LfD/2009 | 09302857 |
|                                         | Mietshaus in geschlossener Bebauung | Oststraße 67 (Karte)                                     | um 1905 (Mietshaus)                                                                                                 | mit Hausdurchgang, mit Laden, Klinkerfassade, baugeschichtlich von Bedeutung | 09262934 |
| Weitere Bilder                          | Doppelmietshaus in geschlossener Bebauung | Oststraße 68; 70 (Karte)                                 | 1906 (Doppelmietshaus)                                                                                              | Klinkerfassade, Reste farbig verglaster Treppenhausfenster, Prägetapete und Wandtäfelung und Stuck im Eingangsbereich, baugeschichtlich von Bedeutung | 09263456 |
|                                         | Mietshaus in geschlossener Bebauung | Oststraße 69 (Karte)                                     | um 1905 (Mietshaus)                                                                                                 | Klinkerfassade, Stuck im Eingangsbereich, baugeschichtlich von Bedeutung | 09262933 |
|                                         | Mietshaus in geschlossener Bebauung | Oststraße 71 (Karte)                                     | 1905 (Mietshaus) | Klinkerfassade, Stuck im Eingangsbereich, Treppenhausfenster mit Resten farbiger Verglasung, baugeschichtlich von Bedeutung | 09263243 |
|                                         | Mietshaus in geschlossener Bebauung | Oststraße 72 (Karte)                                     | 1909 (Mietshaus) | Klinkerfassade, Stuck und Terrazzo im Eingangsbereich, baugeschichtlich von Bedeutung | 09263245 |
|                                         | Mietshaus in geschlossener Bebauung in Ecklage, mit Vorgarten zum Möbiusplatz | Oststraße 73 (Karte)                                     | 1905 (Mietshaus) | mit Läden, Klinkerfassade mit Erkern, farbig verglaste Holzveranden zum Möbiusplatz, Stuck und Terrazzo im Eingangsbereich, baugeschichtlich von Bedeutung | 09263244 |
|                                         | Mietshaus in halboffener Bebauung in Ecklage | Oststraße 74 (Karte)                                     | 1912–1913 (Mietshaus)                                                                                               | mit Laden, Putzfassade mit Erkern, unter anderem Stuck in den Wohnungen, Reliefs im Eingangsbereich, Reformstil-Architektur, baugeschichtlich von Bedeutung Das interessant gegliederte Eckwohnhaus zur Möbiusstraße markiert gemeinsam mit dem ähnlich gestalteten Eckbau Nummer 76 eine wichtige städtebauliche Situation im Verlauf der Oststraße und gegenüber dem Möbiusplatz, es wurde ab Sommer 1912 bis zum Februar 1913 errichtet. Baugeschäftsinhaber Franz Lange und Karl Richter fungierten in Personalunion für Entwurf, Statik, Ausführung und als Bauherren. Unterstützung erhielten sie von Zimmermeister Wilhelm Hoh aus Reudnitz. Ein Niederlagsgebäude im Garten wurde ihnen versagt. Bereits ab 1. Juli 1914 Eigentümerwechsel zu Frieda Minna Schwarze geb. Rudert in Apolda, ab 1. Januar 1922 Besitz Frl. Hertha Barthel. Insbesondere Polygonalerker, die gerundete Ecke sowie eine bewegte Dachlandschaft sorgen für eine repräsentative Gesamterscheinung des ansonsten schlichten Reformstilbaues mit Putzfassade. An den Erkern sind Reliefplatten aus Kunststein angebracht. Das mächtige Dachhaus dominiert den Verkehrsraum der Oststraße. Im Erdgeschoss Laden. Im Innern die Ausstattung teilweise erhalten (u. a. auch zwei Kachelöfen und Deckenstuck in einigen Wohnräumen sowie Reliefs und Dekorfliesen im Eingangsbereich). Drei Wohnungen je Etage. LfD/2009 | 09302433 |
|                                         | Mietshaus in halboffener Bebauung in Ecklage | Oststraße 76 (Karte)                                     | 1911 (Mietshaus) | Putzfassade mit Erker, Wandfliesen und Terrazzo im Eingangsbereich, im Reformstil, baugeschichtlich von Bedeutung | 09263239 |
|                                         | Mietshaus in geschlossener Bebauung | Oststraße 78 (Karte)                                     | 1911 (Mietshaus) | Putzfassade mit zwei Erkern und Balkons, Treppenhausfenster mit Resten farbiger Verglasung, Terrazzo und Stuck im Eingangsbereich, im Reformstil, baugeschichtlich von Bedeutung | 09263241 |
|                                         | Mietshaus in halboffener Bebauung | Oststraße 80 (Karte)                                     | 1912 (Mietshaus) | Putzfassade mit zwei Erkern und Balkons, Treppenhausfenster mit Resten farbiger Verglasung, Stuck und Terrazzo im Eingangsbereich, Reformstil-Architektur, baugeschichtlich von Bedeutung | 09263242 |
| Direkt Bild zu diesem Denkmal hochladen | Mietshaus in ehemals geschlossener Bebauung | Oststraße 83 (Karte)                                     | um 1912 (Mietshaus), Fassade nach 1920 (Mietshaus)                                                                  | Putzfassade, farbig verglaste Treppenhausfenster, Stuck im Eingangsbereich, baugeschichtlich von Bedeutung | 09263229 |
| Direkt Bild zu diesem Denkmal hochladen | Mietshaus in geschlossener Bebauung | Oststraße 85 (Karte)                                     | um 1895 (Mietshaus)                                                                                                 | ehemals mit Laden, Klinkerfassade, Stuck im Eingangsbereich, Wand- und Deckenmalerei im Eingangsbereich und im Treppenhaus, baugeschichtlich von Bedeutung | 09262949 |
| Direkt Bild zu diesem Denkmal hochladen | Einzeldenkmal der Sachgesamtheit Wohnanlage Anger-Crottendorf der Baugenossenschaft Festbesoldeter (Obj. 09305843, Nerchauer Straße 1–6): zwei Mehrfamilienhäuser einer Wohnanlage | Oststraße 87; 89 (Karte)                                 | 1915 (Mehrfamilienwohnhaus)                                                                                         | siehe auch Steinberger Straße 1–9, Putzfassade, Reformstil-Architektur, baugeschichtlich, sozialhistorisch und städtebaulich von Bedeutung, Zeugnis des genossenschaftlichen Wohnungsbaus in Leipzig | 09263230 |
| Direkt Bild zu diesem Denkmal hochladen | Einzeldenkmal der Sachgesamtheit Wohnanlage Anger-Crottendorf der Baugenossenschaft Festbesoldeter (Obj. 09305843, Nerchauer Straße 1–6): Mehrfamilienhaus einer Wohnanlage | Oststraße 91 (Karte)                                     | 1915 (Mehrfamilienwohnhaus)                                                                                         | siehe auch Steinberger Straße 2–10, Putzfassade, Reformstil-Architektur, baugeschichtlich, sozialhistorisch und städtebaulich von Bedeutung, Zeugnis des genossenschaftlichen Wohnungsbaus in Leipzig | 09263811 |
| Direkt Bild zu diesem Denkmal hochladen | Einzeldenkmal der Sachgesamtheit Wohnanlage Anger-Crottendorf der Baugenossenschaft Festbesoldeter (Obj. 09305843, Nerchauer Straße 1–6): zwei Mehrfamilienhäuser einer Wohnanlage | Oststraße 93; 95 (Karte)                                 | 1911–1912 (Nummer 93, Wohnhaus), 1912–1913 (Nummer 95, Wohnhaus)                                                    | siehe auch Hofer Straße 84–92, Putzfassaden, Reformstil-Architektur, baugeschichtlich, sozialhistorisch und städtebaulich von Bedeutung, Zeugnis des genossenschaftlichen Wohnungsbaus in Leipzig | 09263231 |
| Direkt Bild zu diesem Denkmal hochladen | Mietshaus in geschlossener Bebauung in Ecklage | Oststraße 94 (Karte)                                     | um 1925 (Mietshaus)                                                                                                 | horizontal gegliederte, zeittypische Putzfassade, Klinkereinfassung der Hauseingangstür, baugeschichtlich von Bedeutung | 09263232 |
| Direkt Bild zu diesem Denkmal hochladen | Mietshaus in geschlossener Bebauung | Oststraße 96 (Karte)                                     | um 1912 (Mietshaus)                                                                                                 | Klinkerfassade, vollständige Treppenhausausmalung, Wand- und Deckengemälde sowie Stuck im Eingangsbereich, baugeschichtlich von Bedeutung | 09263233 |
| Direkt Bild zu diesem Denkmal hochladen | Mietshaus in geschlossener Bebauung (bauliche Einheit mit Nr. 100) | Oststraße 98 (Karte)                                     | um 1903 (Mietshaus)                                                                                                 | mit Tordurchfahrt und Laden, Klinkerfassade, Ladenfront original, baugeschichtlich von Bedeutung | 09262946 |
| Direkt Bild zu diesem Denkmal hochladen | Mietshaus in geschlossener Bebauung (bauliche Einheit mit Nr. 98), mit Laden und originaler Ladenausstattung | Oststraße 100 (Karte)                                    | um 1910 (Mietshaus)                                                                                                 | Klinkerfassade, Stuck und Wandfliesen im Eingangsbereich, baugeschichtlich von Bedeutung | 09263234 |
| Direkt Bild zu diesem Denkmal hochladen | Mietshaus in geschlossener Bebauung (bauliche Einheit mit Nr. 104) | Oststraße 102 (Karte)                                    | nach 1910, Doppelmietshaus mit Nummer 104 (Mietshaus)                                                               | Klinkerfassade, farbig verglaste Treppenhausfenster, Stuckdecke und Wandverkleidung im Eingangsbereich, baugeschichtlich von Bedeutung | 09263235 |
| Direkt Bild zu diesem Denkmal hochladen | Mietshaus in geschlossener Bebauung (bauliche Einheit mit Nr. 102) | Oststraße 104 (Karte)                                    | um 1905, Doppelmietshaus mit Nummer 102 (Mietshaus)                                                                 | ehemals mit Laden, Klinkerfassade, Treppenhausfenster mit Strukturglas, baugeschichtlich von Bedeutung | 09262947 |
| Direkt Bild zu diesem Denkmal hochladen | Mietshaus in geschlossener Bebauung | Oststraße 106 (Karte)                                    | um 1905 (Mietshaus)                                                                                                 | mit Laden, Klinkerfassade, baugeschichtlich von Bedeutung | 09262948 |
| Direkt Bild zu diesem Denkmal hochladen | Mietshaus in geschlossener Bebauung | Oststraße 108 (Karte)                                    | nach 1910 (Mietshaus)                                                                                               | mit Laden, Klinkerfassade, Treppenhausfenster mit Resten farbiger Verglasung, Terrazzo und Stuck im Eingangsbereich, baugeschichtlich von Bedeutung | 09263236 |
|                                         | Mietshaus (mit zwei Hausnummern) in halboffener Bebauung in Ecklage und Einfriedung zur Lipsiusstraße | Oststraße 110; 110a (Karte)                              | um 1935 (Doppelmietshaus)                                                                                           | Putzfassade, Haustüren mit geschliffenen Scheiben, erbaut im Zusammenhang mit der Städtischen Wohnanlage Holsteinstraße (vergleiche Stötteritzer Straße 71), im Stil der Moderne, baugeschichtlich von Bedeutung | 09262950 |
| Direkt Bild zu diesem Denkmal hochladen | Wohnhaus (Oststraße 112/Hofer Straße 66) in offener Bebauung, mit Garten | Oststraße 112 (Karte)                                    | um 1860; evtl. 1890 umgebaut (Wohnhaus)                                                                             | Durchgangsgrundstück von Lipsiusstraße/Oststraße zur Hofer Straße 66, zeittypische Putzfassade, ortsentwicklungsgeschichtlich von Bedeutung | 09263238 |
|                                         | Mietshaus in halboffener Bebauung in Ecklage, mit Vorgarten | Palmstraße 1 (Karte)                                     | um 1910 (Mietshaus)                                                                                                 | Putzfassade, Reformstil-Architektur, baugeschichtlich von Bedeutung | 09262951 |
| Direkt Bild zu diesem Denkmal hochladen | Kindergarten | Palmstraße 4 (Karte)                                     | um 1955 (Kindergarten)                                                                                              | Putzfassade, in den Architekturauffassungen der Zeit, baugeschichtlich von Bedeutung Auf von Kleingärtnern genutztem stadteigenen Grabeland entstand 1952–1953 eine Kindertagesstätte des VEB Leipziger Großbuchbinderei („Kindertagesstätte Palmstraße“). Mit den Planungen beauftragt war der VVB Industrie-Entwurf und mit der Ausführung der VEB-Bau-Union. Später trug die Einrichtung den Namen Bertha Thiel. Der schlichte Putzbau auf T-förmigem Grundriss entspricht den Architekturauffassungen der Zeit und ist doch beredtes Zeugnis für die Bemühungen sozialer Fürsorge von Seiten des zweiten jungen deutschen Staates. Trotz Baustoffknappheit wurde bemerkenswerter Weise selbst in einem zentrumsfernen Bereich auf Gestaltung Wert gelegt: „Aus städtebaulichen Gründen wird von der Abt. Stadtplanung des Rates des Stadtkreises Leipzig ein hohes Dach gefordert“. Rücksicht wurde weitgehend auch „auf den vorhandenen Obstbaum- und Strauchbestand“ genommen. Die Raumkonzeption des eingeschossigen verputzten Massivbaues sah vor, dass alle Aufenthaltsräume der Kinder nach Süden/Südwesten orientiert sind, wobei die Richtlinien des Aufbauministeriums als Richtlinie galten. Es entstand eine zum Garten und Spielareal großzügig durchfensterte Front, ganz im Unterschied zur Reihung hochrechteckiger Fenster auf der dunkleren Eingangs- und Wirtschaftsseite. Gemäß „den Betriebsbelangen des Investträgers“ sollten zunächst je 30 Kinder in den beiden Altersgruppen 3–6 und 6–14 Jahren untergebracht werden. Zu einem späteren Zeitpunkt war die Einrichtung eines Kinderhortes vorgesehen. LfD/2008 | 09263246 |
| Direkt Bild zu diesem Denkmal hochladen | Mietshaus in geschlossener Bebauung, mit Vorgarten und Rest der Einfriedung | Palmstraße 5 (Karte)                                     | um 1910 (Mietshaus)                                                                                                 | Putzfassade, bleiverglaste Treppenhausfenster, Flurlampen original, Wandmalerei und Terrazzo im Eingangsbereich, im Reformstil, baugeschichtlich von Bedeutung | 09262952 |
| Direkt Bild zu diesem Denkmal hochladen | Mietshaus in ehemals geschlossener Bebauung und in Ecklage | Papiermühlstraße 1a (Karte)                              | 1910–1911 (Mietshaus)                                                                                               | ehemals mit Läden, Putzbau im Reformstil um 1910, Putzgliederungen, an beiden Straßenfronten Kastenerker mit einseitig flankierenden Balkonen, zur Papiermühlstraße steiler Giebel mit geschwungener Umrisslinie, ortsentwicklungsgeschichtliche und baugeschichtliche Bedeutung Aus Oetzsch stammten Hermann Paul Göpel, Inhaber der Firma Göpel & Co, als Bauunternehmer sowie der Ausführende Carl Otto Weber, die ein von dem Leipziger Architekten F. Otto Gerstenberger entworfenes Eckwohngebäude errichteten. Besitzer des 1910–1911 erbauten Mietshauses zur Thonberger Straße gegenüber der Eisenbahnlinie waren Privatmann Wilhelm Paul Dorn (ab 1917), Lina Selma vhl. Großmann verw. gew. Dorn (1936), später Übernahme des Grundstücks durch den VEB KWV Leipzig-Südost. Dekoriert präsentiert sich der durch zwei große Kastenerker und einen überaus wirkungsvollen zur Papiermühlstraße weisenden Zwerchgiebel gegliederte Reformstilbau mit Putzfassade, ehemals Geschäftsfront im Erdgeschoss. Hier waren ein Laden und eine Gaststätte bzw. Café über Eck untergebracht, in den Obergeschossen jeweils zwei sehr großzügige Wohnungen mit Bad und Innen-WC sowie eine Wohnung im Dachgeschoss. Qualitätvolle Ausstattung. Durch das im Krieg zerstörte Nachbarhaus machte sich ein Verputz des freistenden Giebels notwendig, der für 1967 beantragt wurde. Waschhaus im Hof freistehend konzipiert und wohl um 2005 abgebrochen. Städtebaulich wirkungsvoller Eckbau, zudem baugeschichtlich und ortsentwicklungsgeschichtlich von Interesse. LfD/2012 | 09299284 |
|                                         | Druckereigebäude (Anschriften: Perthesstraße 3–3b und Gerichtsweg 5–5b/7–7b) | Perthesstraße 3; 3a; 3b (Karte)                          | 1898 (Druckereianlagenteil)                                                                                         | dreiflügeliger und viergeschossiger Stahlbetonbau zwischen Perthesstraße und Gerichtsweg, als heute ältester Fabrikbau Deutschlands in Stahlbeton nach dem System Hennebique von Seltenheitswert und großer baugeschichtlicher Bedeutung, darüber hinaus als Zeugnis der bedeutenden Leipziger Druckindustrie auch von industriegeschichtlichem Wert | 09299317 |
| Direkt Bild zu diesem Denkmal hochladen | Mietshaus in geschlossener Bebauung in Ecklage | Perthesstraße 4 (Karte)                                  | um 1900 (Mietshaus)                                                                                                 | Putzfassade mit Erkern, Reste bleiverglaster Treppenhausfenster, Marmor und Stuck im Eingangsbereich, Reformstil-Architektur, baugeschichtlich von Bedeutung | 09291068 |
| Direkt Bild zu diesem Denkmal hochladen | Mietshaus in ehemals geschlossener Bebauung | Perthesstraße 5 (Karte)                                  | 1896 (Mietshaus) | ehemals mit Laden, Klinkerfassade, baugeschichtlich von Bedeutung | 09290472 |
| Direkt Bild zu diesem Denkmal hochladen | Doppelmietshaus in geschlossener Bebauung | Perthesstraße 6; 8 (Karte)                               | 1909 (Doppelmietshaus)                                                                                              | Klinkerfassade, Schablonenmalerei im Treppenhaus, Reste bleiverglaster Treppenhausfenster, baugeschichtlich von Bedeutung | 09291069 |
| Direkt Bild zu diesem Denkmal hochladen | Mietshaus in geschlossener Bebauung | Perthesstraße 10 (Karte)                                 | 1908 (Mietshaus) | Klinkerfassade, Stuckreliefs und Kacheln im Eingangsbereich, bleiverglaste Treppenhausfenster, baugeschichtlich von Bedeutung | 09291070 |
| Direkt Bild zu diesem Denkmal hochladen | Mietshaus in geschlossener Bebauung | Perthesstraße 12 (Karte)                                 | 1906 (Mietshaus) | Klinkerfassade, Schablonen- und Deckenmalerei, teilweise bleiverglaste Treppenhausfenster, baugeschichtlich von Bedeutung | 09291071 |
| Direkt Bild zu diesem Denkmal hochladen | Mietshaus in geschlossener Bebauung | Perthesstraße 14 (Karte)                                 | 1906 (Mietshaus) | Putzfassade mit Stuckgliederung, Kacheln und Stuck im Eingangsbereich, baugeschichtlich von Bedeutung | 09291072 |
| Direkt Bild zu diesem Denkmal hochladen | Mietshaus in ehemals geschlossener Bebauung | Perthesstraße 16 (Karte)                                 | 1906 (Mietshaus) | ehemals mit Laden, Klinkerfassade, Reste bleiverglaster Treppenhausfenster, baugeschichtlich von Bedeutung | 09291073 |
| Direkt Bild zu diesem Denkmal hochladen | Einzeldenkmal der Sachgesamtheit Wohnanlage Anger-Crottendorf der Baugenossenschaft Festbesoldeter (Obj. 09305843, Nerchauer Straße 1–6): 8 Mehrfamilienhäuser einer Wohnanlage | Posadowskyanlagen 1; 2; 3; 4; 5; 6; 7; 8 (Karte)         | 1912–1913 (Mehrfamilienwohnhaus), 1953–1954, Wiederaufbau Nummer 7 (Mehrfamilienwohnhaus)                           | Nummer 4 in Ecklage Nerchauer Straße, Nummer 17 Ecklage Oststraße, Putzfassaden, Reformstil-Architektur, baugeschichtlich, sozialhistorisch und städtebaulich von Bedeutung, Zeugnis des genossenschaftlichen Wohnungsbaus in Leipzig | 09263247 |
| Direkt Bild zu diesem Denkmal hochladen | Einzeldenkmal der Sachgesamtheit Wohnanlage Anger-Crottendorf der Baugenossenschaft Festbesoldeter (Obj. 09305843, Nerchauer Straße 1–6): 8 Mehrfamilienhäuser einer Wohnanlage | Posadowskyanlagen 9; 10; 11; 12; 14; 15; 16; 17 (Karte)  | 1912–1913 (Mehrfamilienwohnhaus), 1956–1969, Wiederaufbau Nummer 13 (Mehrfamilienwohnhaus)                          | Zusammenhang mit Posadowskyanlagen 1–8, Putzfassade, Reformstil-Architektur, baugeschichtlich, sozialhistorisch und städtebaulich von Bedeutung, Zeugnis des genossenschaftlichen Wohnungsbaus in Leipzig | 09302284 |
| Direkt Bild zu diesem Denkmal hochladen | Verlagsbuchhandlung E. A. Seemann (ehem.); heute Seemann-Karree: Ehemaliges Verlags- und Druckereigebäude | Prager Straße 13 (Karte)                                 | 1911 (Druckerei) | mit Tordurchfahrt, Klinkerfassade, originale Wandgliederung in der Tordurchfahrt, Stammsitz des bedeutenden Leipziger Kunstverlags E. A. Seemann, im Reformstil der Zeit um 1910, Architekt: Curt Nebel, baugeschichtlich und ortsgeschichtlich von Bedeutung | 09290498 |
| Direkt Bild zu diesem Denkmal hochladen | Ehemaliges Verlags- und Druckereigebäude | Prager Straße 13 (Karte)                                 | 1911 (Verlagshaus)                                                                                                  | mit Tordurchfahrt, Klinkerfassade, originale Wandgliederung in der Tordurchfahrt, Stammsitz des bedeutenden Leipziger Kunstverlags E. A. Seemann, im Reformstil der Zeit um 1910, Architekt: Curt Nebel, baugeschichtlich und ortsgeschichtlich von Bedeutung | 09290079 |
| Direkt Bild zu diesem Denkmal hochladen | Mietshaus in geschlossener Bebauung | Prager Straße 29 (Karte)                                 | um 1900/1905 (Mietshaus)                                                                                            | mit Läden, Klinkerfassade mit zwei Erkern, baugeschichtlich von Bedeutung | 09263248 |
| Direkt Bild zu diesem Denkmal hochladen | Mietshaus in geschlossener Bebauung | Prager Straße 31 (Karte)                                 | um 1905/1910 (Mietshaus)                                                                                            | mit Läden, Klinkerfassade mit zwei Erkern, Treppenhausfenster mit farbiger Jugendstilverglasung, baugeschichtlich von Bedeutung | 09263249 |
| Direkt Bild zu diesem Denkmal hochladen | Mietshaus in geschlossener Bebauung | Prager Straße 33 (Karte)                                 | nach 1900 (Mietshaus)                                                                                               | Putzfassade mit zwei Erkern, Stuck im Eingangsbereich, farbig verglaste Treppenhausfenster, baugeschichtlich von Bedeutung | 09263250 |
| Direkt Bild zu diesem Denkmal hochladen | Mietshaus in geschlossener Bebauung | Prager Straße 35 (Karte)                                 | 1903 (Mietshaus) | mit Läden, Putzfassade, erinnert an Bauten des Jugendstil-Architekten Paul Möbius, baugeschichtlich von Bedeutung | 09262915 |
| Direkt Bild zu diesem Denkmal hochladen | Mietshaus in geschlossener Bebauung | Prager Straße 37 (Karte)                                 | um 1910 (Mietshaus)                                                                                                 | mit Läden und mit Hausdurchgang, zeittypische Putz-Klinker-Fassade mit zwei Erkern, zwei Ladenfronten original, baugeschichtlich von Bedeutung | 09262916 |
| Direkt Bild zu diesem Denkmal hochladen | Mietshaus in ehemals geschlossener Bebauung | Prager Straße 65 (Karte)                                 | um 1910/1915 (Mietshaus)                                                                                            | mit Läden, Putzfassade mit zwei kräftigen Erkern, Reformstil-Architektur, baugeschichtlich von Bedeutung | 09262927 |
| Direkt Bild zu diesem Denkmal hochladen | Ausstattung eines Fleischerladens | Prager Straße 99 (Karte)                                 | um 1900 (Ausstattung)                                                                                               | Kassettendecke mit Glasmalerei und ornamentierte Wandfliesen, kunsthandwerksgeschichtlich von Bedeutung | 09263278 |
| Direkt Bild zu diesem Denkmal hochladen | Mietshaus in geschlossener Bebauung | Prager Straße 119 (Karte)                                | bezeichnet 1911 (Mietshaus)                                                                                         | Putzfassade, Portalsäulen, Reformstil-Architektur, baugeschichtlich von Bedeutung | 09263253 |
| Direkt Bild zu diesem Denkmal hochladen | Mietshaus in geschlossener Bebauung, mit Siedlungsgrün | Prager Straße 121 (Karte)                                | bezeichnet 1911 (Mietshaus)                                                                                         | mit Gaststätte, Putzfassade, Haustür mit bleiverglastem Oberlicht, Stuckreliefs und Wandgliederung im Eingangsbereich, Treppenhausfenster mit Resten farbiger Bleiverglasung, Reformstil-Architektur, baugeschichtlich von Bedeutung | 09263271 |
| Direkt Bild zu diesem Denkmal hochladen | Mietshaus in geschlossener Bebauung, mit Siedlungsgrün | Prager Straße 123 (Karte)                                | 1912 (Mietshaus) | Putzfassade, Stuckgliederung und Terrazzo im Eingangsbereich, Reformstil-Architektur, baugeschichtlich von Bedeutung | 09263254 |
| Direkt Bild zu diesem Denkmal hochladen | Mietshaus in geschlossener Bebauung, mit Siedlungsgrün | Prager Straße 125 (Karte)                                | 1913 (Mietshaus) | Putzfassade, Terrazzo mit Mosaik, Stuckgliederung und Schablonenmalerei im Eingangsbereich, Treppenhausfenster mit Resten farbiger Bleiverglasung, Reformstil-Architektur, baugeschichtlich von Bedeutung | 09263255 |
| Direkt Bild zu diesem Denkmal hochladen | Mietshaus in geschlossener Bebauung, mit Siedlungsgrün | Prager Straße 127 (Karte)                                | 1912 (Mietshaus) | Putzfassade, Kacheln und Marmor im Eingangsbereich, Treppenhaus mit originaler Ausmalung, Reformstil-Architektur, baugeschichtlich von Bedeutung | 09263256 |
| Direkt Bild zu diesem Denkmal hochladen | Mietshaus in geschlossener Bebauung, mit Siedlungsgrün | Prager Straße 129 (Karte)                                | 1912 (Mietshaus) | Putzfassade, Haustür mit geschliffenen Scheiben, Marmor im Eingangsbereich, Reformstil-Architektur, baugeschichtlich von Bedeutung | 09263257 |
| Direkt Bild zu diesem Denkmal hochladen | Mietshaus in geschlossener Bebauung, mit Siedlungsgrün | Prager Straße 131 (Karte)                                | 1912 (Mietshaus) | mit Läden, Putzfassade, Terrazzo und Reliefs im Eingangsbereich, Wand- und Deckengliederung, Haustür mit geschliffenen Scheiben, Schablonenmalerei, teilweise bleiverglaste Treppenhausfenster, Reformstil-Architektur, baugeschichtlich von Bedeutung | 09263258 |
| Direkt Bild zu diesem Denkmal hochladen | Mietshaus in geschlossener Bebauung | Prager Straße 133 (Karte)                                | 1911 (Mietshaus) | mit Laden, Putzfassade mit Erkern, Reformstil-Architektur, baugeschichtlich von Bedeutung | 09263259 |
| Direkt Bild zu diesem Denkmal hochladen | Mietshaus in geschlossener Bebauung | Prager Straße 135 (Karte)                                | 1911 (Mietshaus) | Putzfassade mit Erkern, Reformstil-Architektur, baugeschichtlich von Bedeutung | 09263260 |
| Direkt Bild zu diesem Denkmal hochladen | Mietshaus in geschlossener Bebauung | Prager Straße 137 (Karte)                                | 1912 (Mietshaus) | Putzfassade, Marmor und Stuckreliefs im Eingangsbereich, Reformstil-Architektur, baugeschichtlich von Bedeutung | 09263261 |
| Direkt Bild zu diesem Denkmal hochladen | Mietshaus in geschlossener Bebauung | Prager Straße 139 (Karte)                                | 1911 (Mietshaus) | mit Laden, Putzfassade, Treppenhausfenster mit Resten farbiger Bleiverglasung, Säulen im Treppenhaus, Reformstil-Architektur, baugeschichtlich von Bedeutung | 09263262 |
| Direkt Bild zu diesem Denkmal hochladen | Mietshaus in geschlossener Bebauung, mit Siedlungsgrün | Prager Straße 141 (Karte)                                | 1913 (Mietshaus) | mit Läden, Putzfassade, Reformstil-Architektur, baugeschichtlich von Bedeutung | 09263263 |
| Direkt Bild zu diesem Denkmal hochladen | Mietshaus in geschlossener Bebauung, mit Siedlungsgrün | Prager Straße 143 (Karte)                                | 1913 (Mietshaus) | Putzfassade, Terrazzo mit Mosaik und Deckengliederung im Eingangsbereich, Haustür mit geschliffenen Scheiben, Reformstil-Architektur, baugeschichtlich von Bedeutung | 09263264 |
| Direkt Bild zu diesem Denkmal hochladen | Mietshaus in geschlossener Bebauung und Inschrifttafel, sowie Siedlungsgrün | Prager Straße 145 (Karte)                                | 1912 (Mietshaus) | Wohnhaus von Clemens Thieme bis 1945, Tafel am Haus, Putzfassade, Stuck und Marmor im Eingangsbereich, Reformstil-Architektur, baugeschichtlich von Bedeutung | 09263265 |
| Direkt Bild zu diesem Denkmal hochladen | Mietshaus in geschlossener Bebauung, mit Siedlungsgrün | Prager Straße 147 (Karte)                                | 1912–1913 (Mietshaus)                                                                                               | Putzfassade, Treppenhausfenster mit Resten farbiger Bleiverglasung, Reformstil-Architektur, baugeschichtlich von Bedeutung | 09263266 |
| Direkt Bild zu diesem Denkmal hochladen | Mietshaus in geschlossener Bebauung, mit Siedlungsgrün | Prager Straße 149 (Karte)                                | 1912 (Mietshaus) | mit Laden, Putzfassade, Wandgliederung und Reliefs im Eingangsbereich, Reformstil-Architektur, baugeschichtlich von Bedeutung | 09263267 |
| Direkt Bild zu diesem Denkmal hochladen | Mietshaus in geschlossener Bebauung | Prager Straße 151 (Karte)                                | 1912 (Mietshaus) | Putzfassade, Schablonenmalerei, eisernes Geländer zum Keller, Reformstil-Architektur, baugeschichtlich von Bedeutung | 09263269 |
| Weitere Bilder                          | Mietshaus in halboffener Bebauung in Ecklage | Prager Straße 153 (Karte)                                | 1912 (Mietshaus) | mit Tordurchfahrt und Gaststätte, Mietshaus in Ecklage zu den Bahngleisen an der Prager Brücke, Putzfassade, Wandkacheln in der Tordurchfahrt, Reformstil-Architektur, baugeschichtlich von Bedeutung | 09263270 |
| Direkt Bild zu diesem Denkmal hochladen | Mietshaus in ehemals geschlossener Bebauung | Prager Straße 174 (Karte)                                | 1892–1893 (Mietshaus)                                                                                               | historisierende Putzfassade, baugeschichtlich von Bedeutung | 09299435 |
| Direkt Bild zu diesem Denkmal hochladen | Mietshaus in geschlossener Bebauung | Prager Straße 176 (Karte)                                | 1893 (Mietshaus) | Putzfassade, baugeschichtlich und ortsentwicklungsgeschichtlich bedeutsamer Wohnhausbau in straßenbildprägender Lage | 09263272 |
| Direkt Bild zu diesem Denkmal hochladen | Mietshaus in geschlossener Bebauung | Prager Straße 178 (Karte)                                | 1891–1892 (Mietshaus)                                                                                               | historisierende Putzfassade, Stuck und Fußbodenkacheln im Eingangsbereich, baugeschichtlich von Bedeutung | 09263273 |
| Direkt Bild zu diesem Denkmal hochladen | Mietshaus in geschlossener Bebauung | Prager Straße 180 (Karte)                                | um 1890 (Mietshaus)                                                                                                 | historisierende Putzfassade, Schablonenmalerei im Treppenhaus und Eingangsbereich Anfang 20. Jahrhunderts, baugeschichtlich von Bedeutung | 09263274 |
| Direkt Bild zu diesem Denkmal hochladen | Eilenburger Bahnhof (ehem.); heute Lene-Voigt-Park: Einfriedung des Geländes des ehemaligen Eilenburger Bahnhofes | Reichpietschstraße (Karte)                               | Ende 19. Jh. (Einfriedung)                                                                                          | | 09293674 |
|                                         | Mietshaus in geschlossener Bebauung | Reichpietschstraße 1 (Karte)                             | 1894 (Mietshaus) | historisierende Klinkerfassade, baugeschichtlich von Bedeutung | 09290516 |
|                                         | Mietshaus in heute halboffener Bebauung | Reichpietschstraße 3 (Karte)                             | 1894 (Mietshaus) | Klinkerfassade, Windfangtür und Stuck im Eingangsbereich, baugeschichtlich von Bedeutung | 09290525 |
|                                         | Mietshaus in heute halboffener Bebauung | Reichpietschstraße 7 (Karte)                             | 1894 (Mietshaus) | Klinkerfassade, Stuck und Holztäfelung im Eingangsbereich, wirkungsvoller Historismusbau gegenüber dem ehemaligen Gelände des Eilenburger Bahnhofs, baugeschichtlich von Bedeutung Im April 1894 verkaufte die Stadtgemeinde das Grundstück an den Maurermeister August Stamm, der es zur Hälfte an seinen Bruder, den Maurer Johann Gottfried Stamm, weiterveräußerte. Pläne zeichnete Architekt Emil Appenfelder, die Ausführung übernahm August Stamm selbst, als Bauführer ist Maurerpolier Ernst Ehregott Zimmermann aktenkundig. Bereits am 13. September erfolgte die Schlußrevision. Eine 1938 beantragte und genehmigte Fassadensanierung, bei der das Entfernen der Gipskonsolen und sonstiger Gipselemente vorgesehen war, unterblieb. Denn noch immer prägt Gipsdekor in historistischer Manier das reich gegliederte Erdgeschoss mit mittigem Hauseingang und die dunkelfarbigen Klinkerflächen der vier oberen Etagen. Die Fassade ist axialsymmetrisch aufgebaut, besitzt einen einachsigen Mittelrisalit, eine weit vorkragende profilierte Traufe und wirkt weniger als Mietskaserne für eine preisbewusste Arbeiterschaft als Wohnungsinteressent. Reich gestaltet ist die Rahmung der Hauseingangstür, kräftige Schlusssteine aus Gips sind in die Fensterstürze im Erdgeschoss gefügt. Vorgesehen waren in jedem Stockwerk zwei Wohnungen, in der obersten Etage deren drei (alle mit Außenklosett). Sanierung mit Dachausbau für zwei Mieteinheiten, Neubau der Balkonanlage sowie Einbau eines Personenaufzuges fallen in die Jahre 1999/2000. Teile der üppigen Ausstattung sind erhalten. Wirkungsvoll gegenüber dem Gelände des ehemaligen Eilenburger wird ein Historismusbau präsentiert – er repräsentiert gutbürgerliches Wohnen zur Miete gegen Ende des 19. Jahrhunderts und besitzt einen baugeschichtlichen Wert. LfD/2017 | 09290528 |
|                                         | Mietshaus in geschlossener Bebauung | Reichpietschstraße 9 (Karte)                             | 1894–1895 (Mietshaus)                                                                                               | Klinkerfassade, Stuck und Holzpaneele im Eingangsbereich, Haustafel original, baugeschichtlich von Bedeutung | 09290529 |
|                                         | Mietshaus in geschlossener Bebauung | Reichpietschstraße 13 (Karte)                            | 1898 (Mietshaus) | Putzfassade mit zwei Erkern, Stuck und Holztäfelung im Eingangsbereich, baugeschichtlich von Bedeutung | 09290517 |
|                                         | Güterabfertigungsgebäude eines ehemaligen Bahnhofs | Reichpietschstraße 16 (Karte)                            | 1872–1876 (Güterschuppen)                                                                                           | Klinkerfassade, eisenbahngeschichtliche und stadtgeschichtliche Bedeutung | 09290518 |
|                                         | Doppelmietshaus in halboffener Bebauung und Waschhaus im Hof | Reichpietschstraße 18; 20 (Karte)                        | 1901 (Doppelmietshaus)                                                                                              | Klinker-Putz-Fassade, Windfangtür, Wohnhauszeile Nummer 18–32, baugeschichtlich von Bedeutung | 09290519 |
|                                         | Doppelmietshaus in geschlossener Bebauung und Waschhaus im Hof | Reichpietschstraße 22; 24 (Karte)                        | 1899–1901 (Doppelmietshaus)                                                                                         | Klinker-Putz-Fassade, Windfangtür, Wohnhauszeile Nummer 18–32, baugeschichtlich von Bedeutung | 09290521 |
|                                         | Mietshaus in ehemals geschlossener Bebauung mit Seitenflügel zum Hof | Reichpietschstraße 23 (Karte)                            | um 1900 (Mietshaus)                                                                                                 | mit Tordurchfahrt, historisierende Putzfassade, baugeschichtlich von Bedeutung | 09263793 |
|                                         | Vier Mietshäuser in halboffener Bebauung und Waschhäuser im Hof | Reichpietschstraße 26; 28; 30; 32 (Karte)                | 1899–1900 (Doppelmietshaus)                                                                                         | Klinkerfassade, Windfangtüren, Wohnhauszeile Nummer 18–32, baugeschichtlich von Bedeutung | 09290523 |
|                                         | Mietshaus in geschlossener Bebauung | Reichpietschstraße 29 (Karte)                            | nach 1900 (Mietshaus)                                                                                               | mit Hausdurchgang, Klinkerfassade mit Sandsteingliederung, baugeschichtlich von Bedeutung | 09293675 |
|                                         | Mietshaus in geschlossener Bebauung | Reichpietschstraße 31 (Karte)                            | um 1900 (Mietshaus)                                                                                                 | mit Tordurchfahrt, Putzfassade, geätzte Treppenhausfenster, Porphyrbordsteine in der Tordurchfahrt, baugeschichtlich von Bedeutung | 09262900 |
|                                         | Mietshaus in geschlossener Bebauung | Reichpietschstraße 33 (Karte)                            | um 1895 (Mietshaus)                                                                                                 | mit Tordurchfahrt, Klinkerfassade, Treppenhausfenster mit geätzter Verglasung, baugeschichtlich von Bedeutung | 09263858 |
|                                         | Mietshaus in geschlossener Bebauung in Ecklage | Reichpietschstraße 35 (Karte)                            | nach 1900 (Mietshaus)                                                                                               | mit Eckladen, Klinkerfassade, Stuck im Eingangsbereich, geätzte Treppenhausfenster, baugeschichtlich von Bedeutung | 09293677 |
|                                         | Mietshaus in geschlossener Bebauung | Reichpietschstraße 39 (Karte)                            | um 1895 (Mietshaus)                                                                                                 | mit Tordurchfahrt, Klinkerfassade, Windfangtür, Stuck im Eingangsbereich, baugeschichtlich von Bedeutung | 09293678 |
|                                         | Mietshaus in geschlossener Bebauung | Reichpietschstraße 41 (Karte)                            | nach 1900 (Mietshaus)                                                                                               | Klinkerfassade, geätzte Treppenhausfenster, Schablonenmalerei im Treppenhaus, Stuck im Eingangsbereich, baugeschichtlich von Bedeutung | 09293679 |
|                                         | Mietshaus in geschlossener Bebauung | Reichpietschstraße 43 (Karte)                            | um 1890 (Mietshaus)                                                                                                 | historisierende Putzfassade, baugeschichtlich von Bedeutung | 09263859 |
|                                         | Mietshaus in geschlossener Bebauung | Reichpietschstraße 47 (Karte)                            | nach 1900 (Mietshaus)                                                                                               | mit Tordurchfahrt, Klinkerfassade, geätzte Treppenhausfenster, baugeschichtlich von Bedeutung | 09293681 |
|                                         | Mietshaus in geschlossener Bebauung | Reichpietschstraße 49 (Karte)                            | nach 1900 (Mietshaus)                                                                                               | mit Laden, Putzfassade, Stuckmedaillons im Eingangsbereich, baugeschichtlich von Bedeutung | 09293682 |
| Direkt Bild zu diesem Denkmal hochladen | Mietshaus in geschlossener Bebauung in Ecklage, mit Vorgarten und Einfriedung in der Sigismundstraße | Reichpietschstraße 51 (Karte)                            | um 1890 (Mietshaus)                                                                                                 | mit Eckladen, Klinker-Putz-Fassade, baugeschichtlich von Bedeutung | 09263860 |
|                                         | Mietshaus in geschlossener Bebauung | Reichpietschstraße 55 (Karte)                            | nach 1900 (Mietshaus)                                                                                               | Klinkerfassade, bleiverglaste Treppenhausfenster, Stuck im Eingangsbereich, baugeschichtlich von Bedeutung | 09293684 |
|                                         | Mietshaus in geschlossener Bebauung | Reichpietschstraße 57 (Karte)                            | 1900 (Mietshaus) | Klinkerfassade, Jugendstilausmalung und Stuck im Eingangsbereich, baugeschichtlich von Bedeutung | 09293685 |
|                                         | Mietshaus in halboffener Bebauung in Ecklage | Reichpietschstraße 59 (Karte)                            | 1900 (Mietshaus) | Klinkerfassade mit Sandsteingliederung, baugeschichtlich von Bedeutung | 09293686 |
|                                         | Mietshaus in geschlossener Bebauung in Ecklage | Reichpietschstraße 61 (Karte)                            | um 1895 (Mietshaus)                                                                                                 | Putz-Klinker-Fassade, Stuck im Eingangsbereich, baugeschichtlich von Bedeutung | 09262903 |
|                                         | Mietshaus in geschlossener Bebauung | Reichpietschstraße 63 (Karte)                            | um 1885 (Mietshaus)                                                                                                 | mit Tordurchfahrt, Klinker-Putz-Fassade, baugeschichtlich von Bedeutung | 09263861 |
|                                         | Mietshaus in geschlossener Bebauung | Reichpietschstraße 65 (Karte)                            | 1895 (Mietshaus) | Klinkerfassade, Stuck im Eingangsbereich, baugeschichtlich von Bedeutung | 09293689 |
|                                         | Mietshaus in geschlossener Bebauung | Reichpietschstraße 67 (Karte)                            | 1896 (Mietshaus) | Klinkerfassade, Stuck im Eingangsbereich, baugeschichtlich von Bedeutung | 09293690 |
| Direkt Bild zu diesem Denkmal hochladen | Einzeldenkmal der Sachgesamtheit Städtische Wohnanlage Holsteinstraße (Obj. 09305823, Carpzovstraße 3–30): zwei Mietshauszeilen einer Wohnanlage, mit Einfriedungsmauer sowie Garage an der Fuchshainer Straße | Reinhold-Krüger-Straße 1; 2; 3; 4; 5; 6; 7; 8 (Karte)    | um 1930 (Mehrfamilienwohnhaus)                                                                                      | Putzfassade mit Klinkergliederung, im Stil der Moderne, baugeschichtlich von Bedeutung | 09305825 |
|                                         | Mehrfamilienhäuser einer Wohnanlage, mit Vorgärten | Reiskestraße 2; 4; 6; 8; 10 (Karte)                      | 1925–1926 (Mehrfamilienwohnhaus)                                                                                    | Putzfassade, Erdgeschoss in Klinkerbauweise, Baugruppe mit Einzelhaus Reiskestraße 2 und Hauszeile Reiskestraße 4–10, siehe auch Stammstraße 3, als sozialer Wohnungsbau baugeschichtlich bedeutsam | 09263280 |
|                                         | Mehrfamilienhäuser einer Wohnanlage, mit Einfriedung und Vorgärten | Reiskestraße 3; 5; 7; 9; 11; 13; 15; 17; 19; 21 (Karte)  | nach 1930 (Mehrfamilienwohnhaus)                                                                                    | Putzfassade, Erdgeschoss in Klinkerbauweise, als sozialer Wohnungsbau von baugeschichtlichem Wert | 09263279 |
| Direkt Bild zu diesem Denkmal hochladen | Mehrfamilienhäuser einer Wohnanlage, mit seitlichen Anbauten und Vorgärten | Reiskestraße 12; 14 (Karte)                              | 1925–1926 (Doppelmietshaus)                                                                                         | Putzfassade, Erdgeschoss in Klinkerbauweise, Anbauten mit Läden und Tordurchfahrten, siehe auch Stammstraße 2–8 und Witzgallstraße 21–25, als sozialer Wohnungsbau von baugeschichtlichem Wert | 09263281 |
| Direkt Bild zu diesem Denkmal hochladen | Handschwengelpumpe mit Brunnenschacht | Riebeckstraße (Karte)                                    | 1927 (Handschwengelpumpe)                                                                                           | vor Nummer 29, Typ Großer Löwe, ortsgeschichtlich von Bedeutung | 09294875 |
|                                         | Brücke über ehemalige Bahngleise | Riebeckstraße (Karte)                                    | 1915 (Straßenbrücke)                                                                                                | am Gelände des Eilenburger Bahnhofes, in Ecklage Riedelstraße, verkehrsgeschichtlich und ortsentwicklungsgeschichtlich bedeutsam | 09291833 |
|                                         | Mietshaus in halboffener Bebauung in Ecklage | Riebeckstraße 1 (Karte)                                  | um 1905 (Mietshaus)                                                                                                 | mit Eckladen, Klinkerfassade mit Holz-Erkern, Wohnungstüren mit Supraporten, Treppenhausfenster mit Resten farbiger Bleiverglasung, Stuck im Eingangsbereich, baugeschichtlich von Bedeutung | 09262939 |
|                                         | Mietshaus in halboffener Bebauung in Ecklage | Riebeckstraße 1a (Karte)                                 | 1908 (Mietshaus) | mit Eckladen, Klinkerfassade mit Erkern und Balkons, Haustür mit farbigem Oberlicht, Stuckgliederung im Eingangsbereich, baugeschichtlich von Bedeutung | 09263283 |
| Direkt Bild zu diesem Denkmal hochladen | Mietshaus in ehemals geschlossener Bebauung in Ecklage | Riebeckstraße 3 (Karte)                                  | um 1905 (Mietshaus)                                                                                                 | ehemals mit Läden, Putzfassade, Jugendstilstuck im Eingangsbereich, Wohnungstüren mit Supraporten, baugeschichtlich von Bedeutung | 09262940 |
|                                         | Mietshaus in geschlossener Bebauung | Riebeckstraße 5 (Karte)                                  | um 1905 (Mietshaus)                                                                                                 | Klinkerfassade, Stuck und Ausmalung im Eingangsbereich, baugeschichtlich von Bedeutung | 09263285 |
| Weitere Bilder                          | Mietshaus in geschlossener Bebauung | Riebeckstraße 5a (Karte)                                 | um 1904 (Mietshaus)                                                                                                 | zeittypische Putzfassade, baugeschichtlich von Bedeutung | 09262941 |
|                                         | Mietshaus in geschlossener Bebauung und Hinterhaus | Riebeckstraße 6 (Karte)                                  | um 1895 (Mietshaus)                                                                                                 | Vorderhaus mit Hausdurchgang und Laden, Klinkerfassade, Stuckrosette im Hausdurchgang, baugeschichtlich von Bedeutung | 09262938 |
|                                         | Mietshaus in geschlossener Bebauung | Riebeckstraße 7 (Karte)                                  | um 1905 (Mietshaus)                                                                                                 | mit Läden, Klinkerfassade, Stuck im Eingangsbereich, baugeschichtlich von Bedeutung | 09263286 |
|                                         | Mietshaus in ehemals geschlossener Bebauung | Riebeckstraße 8 (Karte)                                  | um 1900 (Mietshaus)                                                                                                 | mit Tordurchfahrt, Klinkerfassade, Windfangtür, baugeschichtlich von Bedeutung | 09291838 |
| Direkt Bild zu diesem Denkmal hochladen | Haustür und Innenausstattung eines Mietshauses | Riebeckstraße 13 (Karte)                                 | um 1910/1915 (Ausstattung)                                                                                          | Haustür mit geschliffenen Scheiben und Oberlicht, Wandfliesen mit Dekor, Terrazzo mit Mosaik, Stuckgliederung und Reliefs im Eingangsbereich, Treppenhaus, Wohnungstüren, Treppenhausfenster mit Resten farbiger Bleiverglasung, eisernes Kellergitter, hölzerne Flurschranke mit einflügeliger Tür, wertvolle Ausstattung von künstlerischer Bedeutung | 09262930 |
|                                         | Mietshaus in geschlossener Bebauung | Riebeckstraße 15 (Karte)                                 | um 1910/1915 (Mietshaus)                                                                                            | ehemals mit Läden, Putzfassade mit zwei Erkern, Stuckgliederung und Terrazzo im Eingangsbereich, im Reformstil, baugeschichtlich von Bedeutung | 09263287 |
| Weitere Bilder                          | Mietshaus in halboffener Bebauung | Riebeckstraße 16 (Karte)                                 | um 1900 (Mietshaus)                                                                                                 | Klinkerfassade, Holztäfelung, baugeschichtlich von Bedeutung | 09291839 |
|                                         | Mietshaus in geschlossener Bebauung | Riebeckstraße 17 (Karte)                                 | um 1910 (Mietshaus)                                                                                                 | Putzfassade mit Erker, Haustür mit farbigen Gläsern, Reformstil-Architektur, baugeschichtlich von Bedeutung | 09263288 |
|                                         | Mietshaus in halboffener Bebauung in Ecklage | Riebeckstraße 18 (Karte)                                 | 1889 (Mietshaus) | ehemals mit Eckladen, Putzfassade mit Eckerker, hölzerne Veranden rückseitig, baugeschichtlich von Bedeutung | 09291840 |
| Weitere Bilder                          | Mietshaus in geschlossener Bebauung | Riebeckstraße 19 (Karte)                                 | 1912 (Mietshaus) | mit Läden, Putzfassade, Stuckgliederung und Jugendstilreliefs im Eingangsbereich, im Reformstil, baugeschichtlich von Bedeutung | 09263289 |
|                                         | Mietshaus in geschlossener Bebauung in Ecklage | Riebeckstraße 20 (Karte)                                 | um 1910 (Mietshaus)                                                                                                 | mit Eckladen und Laden, Klinkerfassade, Stuckfries im Eingangsbereich, baugeschichtlich von Bedeutung | 09290860 |
|                                         | Mietshaus in halboffener Bebauung in Ecklage | Riebeckstraße 21 (Karte)                                 | 1912 (Mietshaus) | mit Laden und Eckladen, Putzfassade, reiche Ausstattung im Eingangsbereich: Kacheln, Marmor, Stuckreliefs, Treppenhausfenster mit Resten farbiger Verglasung, im Reformstil, baugeschichtlich von Bedeutung | 09263290 |
| Weitere Bilder                          | Mietshaus in geschlossener Bebauung | Riebeckstraße 22 (Karte)                                 | um 1900 (Mietshaus)                                                                                                 | mit Laden, Klinkerfassade, Stuck im Eingangsbereich, baugeschichtlich von Bedeutung | 09291841 |
|                                         | Mehrfamilienhäuser einer Wohnanlage, mit zwei Anbauten und Vorgärten | Riebeckstraße 23; 25; 27; 29 (Karte)                     | nach 1930 (Mehrfamilienwohnhaus)                                                                                    | zwei Eckläden-Anbauten, Putzfassade im Art-déco-Stil, siehe auch Stammstraße 2–8, Witzgallstraße 21–25 und Reiskestraße 12/14, als sozialer Wohnungsbau von baugeschichtlichem Wert | 09263291 |
|                                         | Mietshaus in geschlossener Bebauung in Ecklage | Riebeckstraße 24 (Karte)                                 | um 1890 (Mietshaus)                                                                                                 | mit Läden, Klinkerfassade, Ladenfronten zum Teil original, Stuck im Eingangsbereich, baugeschichtlich von Bedeutung | 09262929 |
| Direkt Bild zu diesem Denkmal hochladen | Doppelmietshaus (mit Kröbelstraße 14) in geschlossener Bebauung in Ecklage | Riebeckstraße 32 (Karte)                                 | 1895 (Doppelmietshaus)                                                                                              | mit Läden, interessant überformte Putzfassade, baugeschichtlich von Bedeutung | 09296824 |
| Direkt Bild zu diesem Denkmal hochladen | Einzeldenkmal einer Sachgesamtheit (Obj. 09305845): Hauptgebäude und Nebengebäude einer ehemaligen Arbeitsanstalt, mit Einfriedung | Riebeckstraße 63 (Karte)                                 | um 1900 (Arbeits- und Besserungsanstalt)                                                                            | Klinkerfassade, St.-Georgs-Relief, eiserne Treppenhäuser, ortsgeschichtlich von Bedeutung | 09291842 |
|                                         | Sachgesamtheit mit folgenden Einzeldenkmalen: Gebäude einer ehemaligen Arbeitsanstalt, mit Einfriedung (Obj. 09291842) sowie mit Garten | Riebeckstraße 63 (Karte)                                 | um 1900 (Arbeits- und Besserungsanstalt)                                                                            | Klinkergebäude, ortshistorisch von Bedeutung | 09305845 |
| Direkt Bild zu diesem Denkmal hochladen | Einfriedungsmauer als Straßenabschluss zu den ehemaligen Gleisanlagen und Fußweg mit Pflaster | Riedelstraße (Karte)                                     | um 1910 (Einfriedung)                                                                                               | Kunststeinmauer, baugeschichtlicher Wert | 09263295 |
|                                         | Mietshaus in geschlossener Bebauung | Riedelstraße 2 (Karte)                                   | 1908 (Mietshaus) | Klinkerfassade, Terrazzo und Stuckgliederung im Eingangsbereich, baugeschichtlich von Bedeutung | 09263292 |
|                                         | Mietshaus in geschlossener Bebauung | Riedelstraße 4 (Karte)                                   | 1909 (Mietshaus) | Klinkerfassade, Terrazzo und Stuckgliederung im Eingangsbereich, baugeschichtlich von Bedeutung | 09290861 |
|                                         | Mietshaus in geschlossener Bebauung | Riedelstraße 6 (Karte)                                   | 1908 (Mietshaus) | Putzfassade, farbig verglaste Treppenhausfenster, Stuck und Terrazzo im Eingangsbereich, baugeschichtlich von Bedeutung | 09263293 |
|                                         | Mietshaus in geschlossener Bebauung | Riedelstraße 8 (Karte)                                   | 1908 (Mietshaus) | Putzfassade, farbig verglaste Treppenhausfenster, Stuck und Terrazzo im Eingangsbereich, baugeschichtlich von Bedeutung | 09263445 |
|                                         | Mietshaus in halboffener Bebauung | Riedelstraße 10 (Karte)                                  | 1909 (Mietshaus) | Putzfassade, farbig verglaste Treppenhausfenster, Stuckgliederung im Eingangsbereich, baugeschichtlich von Bedeutung | 09263294 |
| Weitere Bilder                          | Mietshaus in offener Bebauung, mit Einfriedung und Vorgarten | Robert-Volkmann-Straße 1 (Karte)                         | um 1905 (Mietshaus)                                                                                                 | Putzfassade, teilweise bleiverglaste Treppenhausfenster, Wandkacheln mit Abschlussleiste, baugeschichtlich von Bedeutung | 09294821 |
| Weitere Bilder                          | Mietshaus in offener Bebauung, mit Vorgarten, Resten der Einfriedung und Mosaikpflaster-Muster vor dem Eingang | Robert-Volkmann-Straße 2 (Karte)                         | um 1910 (Mietshaus)                                                                                                 | Putzfassade, bleiverglast: Treppenhausfenster und Oberlicht der Haustür, im Reformstil, baugeschichtlich von Bedeutung | 09263866 |
|                                         | Mietshaus in offener Bebauung, mit Einfriedung und Vorgarten | Robert-Volkmann-Straße 3 (Karte)                         | um 1915 (Mietshaus)                                                                                                 | Putzfassade im Reformstil, baugeschichtlich von Bedeutung | 09262935 |
|                                         | Mietshaus in offener Bebauung, mit Einfriedung und Vorgarten | Robert-Volkmann-Straße 4 (Karte)                         | um 1915 (Mietshaus)                                                                                                 | Putzfassade im Reformstil, Terrazzo mit Mosaik im Eingangsbereich, baugeschichtlich von Bedeutung | 09262936 |
|                                         | Mietshaus in halboffener Bebauung | Rubensstraße 2 (Karte)                                   | um 1890 (Mietshaus)                                                                                                 | Klinkerfassade, baugeschichtlich von Bedeutung | 09262924 |
|                                         | Mietshaus in halboffener Bebauung | Rubensstraße 4 (Karte)                                   | um 1895 (Mietshaus)                                                                                                 | Klinkerfassade mit Sandsteingliederung, Holztäfelung und Wandgliederung im Eingangsbereich, baugeschichtlich von Bedeutung | 09291819 |
| Direkt Bild zu diesem Denkmal hochladen | Fabrikgebäude (Anschrift: Oststraße 24 und Schulze-Boysen-Straße 2) in geschlossener Bebauung in Ecklage | Schulze-Boysen-Straße 2 (Karte)                          | um 1910, Buchbinderei (Fabrik)                                                                                      | mit Tordurchfahrt, Putzfassade, Reformstil-Architektur, erbaut als moderner Großbuchbinderei-Betrieb, baugeschichtlich und ortsentwicklungsgeschichtlich von Bedeutung, technikhistorischer Wert | 09263436 |
| Direkt Bild zu diesem Denkmal hochladen | Mietshaus in geschlossener Bebauung, mit Einfriedung und Vorgarten | Sigismundstraße 1 (Karte)                                | 1890er Jahre (Mietshaus)                                                                                            | Klinkerfassade mit Sandsteingliederung, Deckenstuck im Eingangsbereich, baugeschichtlich von Bedeutung | 09293072 |
|                                         | Mietshaus in halboffener Bebauung in Ecklage | Sigismundstraße 2 (Karte)                                | 1900 (Mietshaus) | Klinkerfassade, bleiverglaste Treppenhausfenster, Stuck im Eingangsbereich, baugeschichtlich von Bedeutung | 09294267 |
| Direkt Bild zu diesem Denkmal hochladen | Mietshaus in halboffener Bebauung, mit Einfriedung und Vorgarten | Sigismundstraße 3 (Karte)                                | 1902 (Mietshaus) | Putzfassade, Stuck und Fußbodenkacheln im Eingangsbereich, baugeschichtlich von Bedeutung | 09294268 |
| Direkt Bild zu diesem Denkmal hochladen | Neuapostolische Kirche und Hofpflasterung | Sigismundstraße 5 (Karte)                                | 1911–1913, später überformt (Kirche)                                                                                | Putzfassade mit Kunststeingliederung, kirchengeschichtlich und baugeschichtlich von Bedeutung | 09294269 |
|                                         | Mietshaus in geschlossener Bebauung in Ecklage | Sigismundstraße 6 (Karte)                                | 1895 (Mietshaus) | mit Eckladen, Klinkerfassade, Stuck im Eingangsbereich, Windfangtür mit geätztem Glas, baugeschichtlich von Bedeutung | 09294270 |
| Direkt Bild zu diesem Denkmal hochladen | Platzanlage | Simonsplatz (Karte)                                      | um 1925/1930 (Stadtplatz)                                                                                           | mit Lindenreihen, Ruhebereich inmitten der Wohnanlagen, ortsentwicklungsgeschichtlich und stadtgrüngeschichtlich von Bedeutung | 09292396 |
|                                         | Mehrfamilienhäuser einer Wohnanlage, mit Vorgarten | Stammstraße 2; 4; 6; 8 (Karte)                           | nach 1930 (Mehrfamilienwohnhaus)                                                                                    | Putzfassade im Art-déco-Stil, siehe auch Riebeckstraße 23–29, als sozialer Wohnungsbau von baugeschichtlichem Wert | 09263296 |
| Direkt Bild zu diesem Denkmal hochladen | Mehrfamilienhaus einer Wohnanlage, mit Vorgarten | Stammstraße 3 (Karte)                                    | 1925–1926 (Mietshaus)                                                                                               | Putzfassade, Erdgeschoss in Klinkerbauweise, dazugehörig Reiskestraße 2 und Reiskestraße 4–10, als sozialer Wohnungsbau von baugeschichtlichem Wert | 09303284 |
| Weitere Bilder                          | Einzeldenkmal der Sachgesamtheit Wohnanlage Anger-Crottendorf der Baugenossenschaft Festbesoldeter (Obj. 09305843, Nerchauer Straße 1–6): 10 Mehrfamilienhäuser einer Wohnanlage | Steinberger Straße 1; 2; 3; 4; 5; 6; 7; 8; 9; 10 (Karte) | 1915 (Mehrfamilienwohnhaus)                                                                                         | Nummer 1 und Nummer 2 in Ecklage Oststraße, Nummer 9 und Nummer 10 in Ecklage Nerchauer Straße, Putzfassaden, Reformstil-Architektur, baugeschichtlich, sozialhistorisch und städtebaulich von Bedeutung, Zeugnis des genossenschaftlichen Wohnungsbaus in Leipzig | 09263297 |
| Weitere Bilder                          | Stephaniplatz: Platzanlage mit Gedenkstein | Stephaniplatz (Karte)                                    | vor 1900 begonnen (Schmuckplatz)                                                                                    | zweiteiliger Schmuckplatz zwischen Augustenstraße und Crusiusstraße an der Dresdner Straße, von der Breitkopfstraße durchschnitten, nach Entwurf der Stadtgartendirektoren Wittenberg und Hampel, ortsentwicklungsgeschichtlich und stadtgrüngeschichtlich von Bedeutung | 09293035 |
| Direkt Bild zu diesem Denkmal hochladen | Mietshaus in ehemals geschlossener Bebauung | Stephaniplatz 3 (Karte)                                  | um 1900 (Mietshaus)                                                                                                 | Putzfassade mit zwei Erkern und Balkons, Marmorwandverkleidung im Eingangsbereich, im Reformstil, baugeschichtlich von Bedeutung | 09290864 |
| Direkt Bild zu diesem Denkmal hochladen | Güterabfertigungsgebäude mit Verwaltungstrakt sowie Laderampe zu den Gleisen | Stötteritzer Straße (Karte)                              | 1905 (Güterschuppen), 1905 (Laderampe)                                                                              | Güterschuppen mit Klinkerfassade mit weitem Dachüberstand und Laderampe, ortsentwicklungsgeschichtliche Bedeutung, Denkmal der Verkehrsgeschichte | 09263309 |
| Direkt Bild zu diesem Denkmal hochladen | Erweiterungsbau (zur Kregelstraße) und Eckgebäude (zur Riebeckstraße) eines Altenheimes | Stötteritzer Straße 26; 28 (Karte)                       | 1950er/1960er Jahre (Altenheim)                                                                                     | zeittypische Putzbauten, baugeschichtlich und sozialgeschichtlich von Bedeutung | 09263301 |
|                                         | Mietshaus in ehemals halboffener Bebauung | Stötteritzer Straße 43 (Karte)                           | 1888–1889 (Mietshaus)                                                                                               | Putzfassade, baugeschichtlich und ortsteilentwicklungsgeschichtlich bedeutsam Bauantrag für ein Wohnhaus nebst Waschhaus und Stallgebäude erging am 25. Januar 1888 durch den Bauherren Johann Friedrich Dittrich, der als in Liebertwolkwitz ansässiger Maurermeister selbst auch die Ausführung übernahm. Entwürfe lieferte Architekt Richard Hagemann für den Dreispänner. Im Erdgeschoss besaß das Haus zwei Wohnungen sowie einen Laden, die Bauzeit lag zwischen September 1888 und Juni 1889. Das Haus mit Putzfassade, Kunststeingliederung und historistischem Stuckdekor liegt gegenüber dem großzügig konzipierten Nexö-Seniorenheim an der Kreuzung Riebeckstraße. Im Jahr 1984 wurde im 4. Obergeschoss ein Beratungsraum für die im Haus ansässige Kreishygieneinspektion eingerichtet, in den 1990er Jahren war hier das Veterinär- und Lebensmittelaufsichtsamt untergebracht. Städtebaulich und baugeschichtlich von Bedeutung. LfD/2013 | 09262928 |
| Weitere Bilder                          | Kath. Pfarrkirche (mit Ausstattung), Treppenanlage sowie Pflasterung der Zufahrtstraße | Stötteritzer Straße 47 (Karte)                           | 1892–1893 (Kirche), 1904–1958 (Hochaltar), wohl um 1893 (Altar), 1894 (Orgel), 1993/1994 (Neubau mit neuem Gehäuse) | neogotische Klinkerfassade, mit Dachreiter, Glasfenstern von 1973–1981, ortsgeschichtliche und baugeschichtliche Bedeutung | 09263331 |
| Direkt Bild zu diesem Denkmal hochladen | Kath. Pfarramt und Krankenhaus, mit Pflasterung der Zufahrtstraße sowie mit hofseitigem Nebengebäude | Stötteritzer Straße 47 (Karte)                           | 1892–1893 (Pfarrhaus), um 1894, Leichenhalle (Krankenhausbestandteil)                                               | das Hauptgebäude ist der katholischen Pfarrkirche St. Laurentius angegliedert, neogotische Fassadengliederung, mit zwei Treppenhäusern, das Stiftsgebäude diente ursprünglich als katholische Volksschule, Pfarrhaus, Waisenhaus und ambulante Krankenpflegestation, baugeschichtlicher, sozialgeschichtlicher und ortsentwicklungsgeschichtlicher Wert | 09263330 |
| Direkt Bild zu diesem Denkmal hochladen | Einzeldenkmal der Sachgesamtheit Städtische Wohnanlage Holsteinstraße (Obj. 09305823, Carpzovstraße 3–30): Mehrfamilienhaus einer Wohnanlage, mit seitlicher Einfriedung | Stötteritzer Straße 71 (Karte)                           | um 1930 (Mehrfamilienwohnhaus)                                                                                      | Putzfassade mit Klinkergliederung, im Stil der Moderne, baugeschichtlich von Bedeutung | 09263302 |
| Direkt Bild zu diesem Denkmal hochladen | Mietshaus in geschlossener Bebauung, mit Einfriedung und Vorgarten | Stötteritzer Straße 73 (Karte)                           | um 1910 (Mietshaus)                                                                                                 | Putzfassade, Stuckfiguren und Terrazzo im Eingangsbereich, Windfangtür, im Reformstil, baugeschichtlich von Bedeutung | 09263303 |
| Direkt Bild zu diesem Denkmal hochladen | Mietshaus in geschlossener Bebauung mit Einfriedung, Vorgarten und Pflaster des Zugangsweges | Stötteritzer Straße 75 (Karte)                           | 1913 (Mietshaus) | Putzfassade, Stuck im Eingangsbereich, Treppenhausausmalung, Reformstil-Architektur, baugeschichtlich von Bedeutung | 09263304 |
| Direkt Bild zu diesem Denkmal hochladen | Transformatorenhaus | Stötteritzer Straße 75 (gegenüber) (Karte)               | um 1935 (Transformatorenstation)                                                                                    | Putzfassade, technikgeschichtlich von Bedeutung | 09262953 |
| Direkt Bild zu diesem Denkmal hochladen | Mietshaus in geschlossener Bebauung, mit Einfriedung, Vorgarten und Pflaster des Zugangsweges | Stötteritzer Straße 77 (Karte)                           | um 1910 (Mietshaus)                                                                                                 | Putzfassade, Windfangtür im Innern, Reformstil-Architektur, baugeschichtlich von Bedeutung | 09263305 |
| Direkt Bild zu diesem Denkmal hochladen | Mietshaus in geschlossener Bebauung | Stötteritzer Straße 83 (Karte)                           | um 1910 (Mietshaus)                                                                                                 | mit Läden, Putzfassade, Treppenhausfenster mit Resten farbiger Verglasung, im Reformstil, baugeschichtlich von Bedeutung | 09263306 |
| Direkt Bild zu diesem Denkmal hochladen | Doppelmietshaus (mit Fuchshainer Straße 1) in geschlossener Bebauung und in Ecklage | Stötteritzer Straße 85 (Karte)                           | 1920 (Doppelmietshaus)                                                                                              | mit Läden, Putzfassade, farbig verglaste Treppenhausfenster, im traditionalistischen Stil der 1920er Jahre, baugeschichtlich von Bedeutung | 09263307 |
|                                         | Mietshaus in geschlossener Bebauung | Täubchenweg 10 (Karte)                                   | 1894 (Mietshaus) | mit Tordurchfahrt, mit Laden, Klinkerfassade, geätzte Treppenhausfenster, Windfangtür, baugeschichtlich von Bedeutung | 09290624 |
|                                         | Mietshaus in geschlossener Bebauung | Täubchenweg 12 (Karte)                                   | 1894 (Mietshaus) | Klinkerfassade, Stuck, Kacheln und Holzpaneele im Eingangsbereich, baugeschichtlich von Bedeutung | 09290625 |
| Direkt Bild zu diesem Denkmal hochladen | Versammlungssaal in rückwärtiger Lage | Täubchenweg 14; 16 (Karte)                               | 1893–1894 (Veranstaltungsbau)                                                                                       | in Sichtklinkermauerwerk ausgeführter Bau der früheren Herberge zur Heimat, sozialgeschichtlich und ortsentwicklungsgeschichtlich von Bedeutung | 09306575 |
|                                         | Verlags- und Druckereigebäude | Täubchenweg 17 (Karte)                                   | 1910 und früher (Fabrik), 1911–1912 (Druckerei)                                                                     | ehemaliges Bibliographisches Institut, ein bedeutender Verlag (Meyers Lexikon, Brehms Tierleben u. a.), Klinkerfassade im Reformstil, eindrucksvolles Druckerei- und Verlagsgebäude, industriegeschichtlich, ortsgeschichtlich und baugeschichtlich von Bedeutung Bereits um 1900 zählte das Bibliographische Institut Meyer in Leipzig zu den bekanntesten und renommiertesten Verlagen in Deutschland, bekannt vor allem durch Meyers Lexikon, Brehms Tierleben und ein breites Sortiment an Klassikerausgaben. Zwischen Perthesstraße und Gerichtsweg standen bereits eindrucksvolle Druckerei- und Verlagsgebäude – Mitte April des Jahres 1911 wurde ein weiterer Bau am Täubchenweg beantragt. Als sogenannter Mittelbau bezeichnet schloss der viergeschossige Flügel einen bereits aus drei in U-Form vorhandenes Ensemble. Zudem sollte das Dachgeschoss ausgebaut und der Keller auch unter dem Hof fortgeführt werden. Entwurf, Bauleitung und die statischen Berechnungen lieferte Baurat Max Pommer, einer der wichtigsten Architekten in dieser Zeit und deutschlandweit bekannter Pionier des Betonbaus. Mit der Ausführung wurden neben der Unternehmung Max Pommer auch die Firma Gebrüder Heilmann sowie Ernst Viereckel betraut. Überarbeitete Fassadenpläne legte im September Dipl.- Ing. R. Schneider vor, die Schlussprüfung des Fabrikerweiterungsbaus fand gut ein Jahr später, Ende April 1912 statt. Der gesamte Keller diente Lagerzwecken, aber ebenso Räume in jeder Etage und unterm Dach. Im Erdgeschoss kam der Haupteingang zur Einrichtung, zudem ein Fahrradraum und das Quartier für den Hausmeister, eine Durchfahrt mit Waage gewährte die Zufahrt zum Hof. Buchdruckmaschinen standen im 1. Stock während Binderei und Zuschneiderei im 3. Obergeschoss lagen. Factor und Korrector saßen im 2. Obergeschoss. Möglich war diese Kompaktheit im Druckergewerbe durch die neuartige Gebäudekonstruktion aus Stahlbeton, durch welche eine größere Lastenaufnahme in den einzelnen Etagen ermöglicht wurde. Die Schaufassade trägt Züge des Reformstils und wendet sich klar vom üppig- dekorativen Schauwert der Historismus- und Jugendstilfassaden nur wenige Jahre älterer Fabrikbauten in Deutschland ab. Gelbe Verblendziegel prägen die Flächen, streng rhythmisiert durch Fensterachsen, Lisenen und einen markanten fünfachsigen Mittelrisalit mit drei Achsen fassendem Rundbogenschluss im oberen Fensterfeld. Die reicher gestaltete Klinkerfassade der ehemaligen Hoffront nahm stärkeren Bezug auf die vorhandenen Werksgebäude der Seitenflügel. Bedeutender Stahlbetonbau eines international renommierten Unternehmens, daher baugeschichtliche, architekturhistorische und personengeschichtliche Bedeutung. LfD/2017 | 09290632 |
|                                         | Doppelmietshaus (mit Göschenstraße 5) in geschlossener Bebauung in Ecklage, mit Gaststätte | Täubchenweg 18 (Karte)                                   | 1894 (Doppelmietshaus)                                                                                              | mit Laden, Putzfassade mit Eckerker, Stuck und Wandgliederung im Eingangsbereich, im Stil des Historismus, baugeschichtlich von Bedeutung | 09290633 |
| Weitere Bilder                          | Städtisches Elektrizitätswerk II, Unterwerk Osten; Unterwerk Reudnitz | Täubchenweg 22 (Karte)                                   | um 1905 (Energieerzeugungsanlagenteil)                                                                              | Akkumulatorenhaus mit Maschinenhalle eines Elektrizitätswerkes, mit Einfriedung und Toreinfahrt; Klinkerfassade, baugeschichtlich und industriegeschichtlich von Bedeutung | 09290021 |
|                                         | Wohn- und Verwaltungsgebäude in halboffener Bebauung, mit Einfriedung | Täubchenweg 24 (Karte)                                   | um 1905 (Mietshaus)                                                                                                 | Klinkerfassade, ortshistorisch und baugeschichtlich von Bedeutung | 09290627 |
| Weitere Bilder                          | Fabrikgebäude (bauliche Einheit mit Baedekerstraße 5) | Täubchenweg 26 (Karte)                                   | um 1905 (Druckerei)                                                                                                 | Klinker-Putz-Fassade, eisernes Tor, mit Fronten nach drei Straßen (Baedekerstraße, Heinrichstraße und Täubchenweg), siehe auch Baedekerstraße 5, baugeschichtlich und industriegeschichtlich von Bedeutung | 09290628 |
|                                         | Wohn- und Verwaltungsgebäude in offener Bebauung, mit Einfriedung | Täubchenweg 28 (Karte)                                   | 1928, nach Auskunft (Wohnhaus)                                                                                      | Fassade mit Putz- und Klinkergliederung, bleiverglaster Windfang im Eingangsbereich, in den Details Anklänge von Art déco, baugeschichtlich von Bedeutung | 09293702 |
| Direkt Bild zu diesem Denkmal hochladen | Kindergarten in offener Bebauung | Täubchenweg 30 (Karte)                                   | 1950er Jahre (Kindergarten)                                                                                         | Putzfassade, Giebel mit Sgraffito, baugeschichtlich von Bedeutung | 09262901 |
| Direkt Bild zu diesem Denkmal hochladen | Mietshaus in geschlossener Bebauung | Täubchenweg 41 (Karte)                                   | um 1895 (Mietshaus)                                                                                                 | mit Hausdurchgang, mit Läden, Putzfassade, Stuck im Eingangsbereich, Windfangtürreste, baugeschichtlich von Bedeutung | 09262899 |
| Direkt Bild zu diesem Denkmal hochladen | Handschwengelpumpe mit Brunnenschacht und Abdeckplatte | Täubchenweg 51; 53 (vor) (Karte)                         | vor 1890 (Handschwengelpumpe)                                                                                       | vor Nummer 51/53, Typ Delphin, ortsgeschichtlich von Bedeutung | 09293701 |
|                                         | Mietshaus in ehemals geschlossener Bebauung | Täubchenweg 77a (Karte)                                  | bezeichnet 1903 (Mietshaus)                                                                                         | mit Läden, Klinkerfassade mit zwei Erkern, baugeschichtlich von Bedeutung | 09262287 |
| Weitere Bilder                          | Mietshaus in halboffener Bebauung in Ecklage | Täubchenweg 77b (Karte)                                  | 1903–1904 (Mietshaus)                                                                                               | mit Läden, Putzfassade mit Erkern, Stuck und Fußbodenkacheln im Eingangsbereich, baugeschichtlich von Bedeutung | 09293703 |
|                                         | Mietshaus in geschlossener Bebauung | Täubchenweg 79 (Karte)                                   | 1903 (Mietshaus) | mit Läden, Klinkerfassade, Wandfliesen und Stuck im Eingangsbereich, baugeschichtlich von Bedeutung | 09293704 |
|                                         | Mietshaus in geschlossener Bebauung | Täubchenweg 81 (Karte)                                   | um 1910 (Mietshaus)                                                                                                 | mit Läden, Klinkerfassade, bleiverglaste Treppenhausfenster, Wandfliesen und Stuck im Eingangsbereich, baugeschichtlich von Bedeutung | 09293705 |
| Weitere Bilder                          | Mietshaus in geschlossener Bebauung und Fabrikgebäude im Hof | Täubchenweg 83 (Karte)                                   | bezeichnet 1910 (Mietshaus)                                                                                         | Vorderhaus mit Tordurchfahrt und mit Läden, Putzfassade mit Erkern, Wandfliesen und Kassettenstuckdecke im Eingangsbereich, baugeschichtlich von Bedeutung | 09293706 |
|                                         | Mietshaus in geschlossener Bebauung in Ecklage | Täubchenweg 84 (Karte)                                   | 1904 (Mietshaus) | mit Läden, Putzfassade mit Erker, Reste bleiverglaster Treppenhausfenster, baugeschichtlich von Bedeutung | 09293707 |
|                                         | Mietshaus in geschlossener Bebauung | Täubchenweg 86 (Karte)                                   | 1904 (Mietshaus) | mit Läden, Putzfassade mit zwei Erkern, Wandgliederung und Paneele im Eingangsbereich, baugeschichtlich von Bedeutung | 09293709 |
|                                         | Mietshaus in geschlossener Bebauung | Täubchenweg 88 (Karte)                                   | 1904 (Mietshaus) | mit Läden, Klinkerfassade mit Sandsteingliederung, baugeschichtlich von Bedeutung | 09293710 |
|                                         | Mietshaus in geschlossener Bebauung | Teubnerstraße 2a (Karte)                                 | 1891 (Mietshaus) | Klinker-Putz-Fassade, baugeschichtlich von Bedeutung | 09290644 |
|                                         | Mietshaus in geschlossener Bebauung | Teubnerstraße 4 (Karte)                                  | 1889 (Mietshaus) | ehemals mit Laden, Putzfassade, Stuck im Eingangsbereich, geätzte Treppenhausfenster, baugeschichtlich von Bedeutung | 09290645 |
|                                         | Mietshaus in geschlossener Bebauung | Teubnerstraße 6 (Karte)                                  | 1889–1890 (Mietshaus)                                                                                               | Putzfassade, Stuck im Eingangsbereich, baugeschichtlich von Bedeutung | 09290646 |
| Weitere Bilder                          | Mietshaus in ehemals geschlossener Bebauung | Teubnerstraße 7 (Karte)                                  | 1888 (Mietshaus) | historisierende Putzfassade, Stuck im Eingangsbereich, baugeschichtlich von Bedeutung | 09290647 |
| Direkt Bild zu diesem Denkmal hochladen | Mietshaus in geschlossener Bebauung | Teubnerstraße 8 (Karte)                                  | 1889–1890 (Mietshaus)                                                                                               | ehemals mit Laden, Putzfassade, geätzte Treppenhausfenster, ortsbaugeschichtlich interessanter Mietshausbau im geschlossenen Ensemble Zimmermeister Heinrich Heyne fungierte als Unternehmer für den fünfgeschossigen Mietshausbau, der ab September 1889 innerhalb eines Jahres erbaut wurde. Als weitere Eigentümer sind bekannt Franzisca Rosalie verw. Germann (ab 1901) und Gertrud Augusta Fanny Kietz (1909). Der im September 1889 vorgelegte erste Fassadenentwurf mit opulenter historistischer Dekoration wurde im Dezember 1889 durch eine neue Zeichnung ersetzt. Hierbei wird die Mitte des streng axialsymmetrischen Aufbaus hervorgehoben – heute ist die Fassade stark geglättet, der linksseitige Laden zugemauert und das Gebäude 2011 einer Sanierung unterzogen worden. Lange Zeit stand das Gebäude leer und die Gefahr eines Abbruchs bevor. Mit der Bewahrung des Hauses konnte eine geschlossene Mietshauszeile in einem starken Transformationsprozessen unterworfenen Gebietes komplett erhalten und die gediegene originale Ausstattung einschließlich der repräsentativen Hauseingangstür weitgehend bewahrt werden. Ortsbaugeschichtlich interessanter Mietshausbau im geschlossenen Ensemble. LfD/2012 | 09290648 |
|                                         | Mietshaus in geschlossener Bebauung | Teubnerstraße 9 (Karte)                                  | 1888–1889 (Mietshaus)                                                                                               | Putzfassade, Stuck im Eingangsbereich, baugeschichtlich von Bedeutung | 09290649 |
|                                         | Mietshaus in geschlossener Bebauung | Teubnerstraße 10 (Karte)                                 | 1889–1890 (Mietshaus)                                                                                               | Putzfassade, Stuck im Eingangsbereich, baugeschichtlich von Bedeutung | 09290640 |
|                                         | Fabrikgebäude in geschlossener Bebauung | Teubnerstraße 11 (Karte)                                 | 1888, Buchbinderei (Werkstatt)                                                                                      | mit Tordurchfahrt, Klinkerfassade mit Sandsteingliederung, ortsgeschichtlich und industriegeschichtlich von Bedeutung | 09290641 |
|                                         | Fabrikgebäude in geschlossener Bebauung | Teubnerstraße 12 (Karte)                                 | um 1910 (Werkstatt)                                                                                                 | mit zwei Durchfahrten, Putzfassade mit Lisenengliederung, Reformstil-Architektur, baugeschichtlich und ortsgeschichtlich von Bedeutung | 09290642 |
|                                         | Mietshaus in ehemals geschlossener Bebauung | Teubnerstraße 14 (Karte)                                 | 1888 (Mietshaus) | Putzfassade, Stuck im Eingangsbereich, baugeschichtlich von Bedeutung | 09290643 |
| Direkt Bild zu diesem Denkmal hochladen | Doppelmietshaus in geschlossener Bebauung | Thonberger Straße 1; 2 (Karte)                           | 1911–1912 (Doppelmietshaus)                                                                                         | Putzfassade, Stuck im Eingangsbereich, schlichte Reformstil-Architektur, baugeschichtlich von Bedeutung | 09263311 |
| Direkt Bild zu diesem Denkmal hochladen | Mietshaus in halboffener Bebauung in Ecklage | Thonberger Straße 3 (Karte)                              | 1911–1912 (Mietshaus)                                                                                               | Putzfassade, Reformstil-Architektur, baugeschichtlich von Bedeutung | 09294963 |
|                                         | Mietshaus in geschlossener Bebauung | Viktoriastraße 15 (Karte)                                | um 1885 (Mietshaus)                                                                                                 | Klinkerfassade, Stuck im Eingangsbereich, baugeschichtlich von Bedeutung | 09263312 |
|                                         | Mietshaus in geschlossener Bebauung | Viktoriastraße 17 (Karte)                                | 1885 (Mietshaus) | Klinkerfassade, baugeschichtlich von Bedeutung | 09263313 |
|                                         | Mietshaus in halboffener Bebauung in Ecklage | Volckmarstraße 1 (Karte)                                 | 1880er Jahre (Mietshaus)                                                                                            | mit Eckladen, historisierende Putzfassade, geätzte Treppenhausfenster, baugeschichtlich von Bedeutung | 09291793 |
|                                         | Mietshaus in halboffener Bebauung in Ecklage, mit seitlicher Toreinfahrt | Volckmarstraße 2 (Karte)                                 | um 1900 (Mietshaus)                                                                                                 | ehemals mit Eckladen, Klinkerfassade mit Eckerker, Holzverkleidung und Stuck im Eingangsbereich, baugeschichtlich von Bedeutung | 09291794 |
|                                         | Mietshaus in halboffener Bebauung | Volckmarstraße 4 (Karte)                                 | um 1900 (Mietshaus)                                                                                                 | Klinkerfassade, Stuck im Eingangsbereich, baugeschichtlich von Bedeutung | 09291795 |
| Direkt Bild zu diesem Denkmal hochladen | Mietshaus in geschlossener Bebauung (bauliche Einheit Oststraße 13) | Volckmarstraße 5a (Karte)                                | um 1890 (Mietshaus)                                                                                                 | ehemals mit zwei Fabriketagen, Putzfassade, baugeschichtlich von Bedeutung | 09291821 |
|                                         | Mietshaus in geschlossener Bebauung | Volckmarstraße 6 (Karte)                                 | um 1900 (Mietshaus)                                                                                                 | Klinkerfassade, baugeschichtlich von Bedeutung | 09291796 |
|                                         | Mietshaus in geschlossener Bebauung in Ecklage | Volckmarstraße 6b (Karte)                                | um 1905 (Mietshaus)                                                                                                 | mit Laden, Putzfassade mit Jugendstilgliederung, Windfangtür, Windfang mit Jugendstilbleiverglasung, baugeschichtlich von Bedeutung | 09291797 |
|                                         | Mietshaus in geschlossener Bebauung | Volckmarstraße 7 (Karte)                                 | 1880 (Mietshaus) | zeittypische Putzfassade, baugeschichtlich von Bedeutung | 09263314 |
|                                         | Mietshaus in geschlossener Bebauung | Volckmarstraße 8 (Karte)                                 | um 1900 (Mietshaus)                                                                                                 | Klinkerfassaden, Stuck im Eingangsbereich, Windfangtür, baugeschichtlich von Bedeutung | 09291798 |
|                                         | Mietshaus in geschlossener Bebauung | Volckmarstraße 10 (Karte)                                | um 1905 (Mietshaus)                                                                                                 | Klinkerfassade, Wandkacheln und Stuck im Eingangsbereich, baugeschichtlich von Bedeutung | 09291799 |
|                                         | Mietshaus in geschlossener Bebauung | Volckmarstraße 12 (Karte)                                | bezeichnet 1903 (Mietshaus)                                                                                         | Klinkerfassade, Stuck und Wandkacheln im Eingangsbereich und Landschaftswandbilder, baugeschichtlich von Bedeutung | 09291800 |
|                                         | Mietshaus in geschlossener Bebauung in Ecklage | Volckmarstraße 16 (Karte)                                | um 1905 (Mietshaus)                                                                                                 | Klinkerfassade mit Erkern, Stuck und Ausmalung im Eingangsbereich, Treppenhausausmalung, baugeschichtlich von Bedeutung | 09291801 |
|                                         | Mietshaus in geschlossener Bebauung in Ecklage | Volckmarstraße 18 (Karte)                                | um 1905 (Mietshaus)                                                                                                 | zeittypische Putzfassade, baugeschichtlich von Bedeutung | 09294349 |
| Weitere Bilder                          | Handschwengelpumpe mit Brunnenschacht und Abdeckplatte | Vor dem Hospitaltore (Karte)                             | vor 1890 (Handschwengelpumpe)                                                                                       | vermutlich Typ Delphin, ortsgeschichtlich von Bedeutung | 09291851 |
|                                         | Mietshaus in geschlossener Bebauung | Wittstockstraße 1 (Karte)                                | 1903 (Mietshaus) | Klinkerfassade, Stuck im Eingangsbereich, Reste bleiverglaster Treppenhausfenster, baugeschichtlich von Bedeutung | 09293073 |
| Direkt Bild zu diesem Denkmal hochladen | Mietshaus in geschlossener Bebauung, mit Vorgarten | Wittstockstraße 2 (Karte)                                | 1904 (Mietshaus) | Putzfassade mit Sandsteingliederung, Stuck im Eingangsbereich, Reste bleiverglaster Treppenhausfenster, baugeschichtlich von Bedeutung | 09293074 |
| Direkt Bild zu diesem Denkmal hochladen | Mietshaus in halboffener Bebauung | Wittstockstraße 3 (Karte)                                | 1903 (Mietshaus) | Klinkerfassade, Stuck im Eingangsbereich, Treppenhausfenster mit Resten farbiger Bleiverglasung, baugeschichtlich von Bedeutung | 09293075 |
| Direkt Bild zu diesem Denkmal hochladen | Mietshaus in geschlossener Bebauung, mit Vorgarten | Wittstockstraße 4 (Karte)                                | 1904 (Mietshaus) | Klinkerfassade mit Sandsteingliederung, baugeschichtlich von Bedeutung | 09293076 |
|                                         | Mietshaus in geschlossener Bebauung, mit Vorgarten und Einfriedung | Wittstockstraße 6 (Karte)                                | um 1902 (Mietshaus)                                                                                                 | Klinkerfassade, Haustür mit bleiverglastem Oberlicht, Stuck im Eingangsbereich, baugeschichtlich von Bedeutung | 09263865 |
|                                         | Mietshaus in geschlossener Bebauung | Wittstockstraße 7 (Karte)                                | 1903 (Mietshaus) | Klinkerfassade mit Sandsteingliederung, Stuck im Eingangsbereich, baugeschichtlich von Bedeutung | 09293078 |
|                                         | Mietshaus in geschlossener Bebauung | Wittstockstraße 9 (Karte)                                | 1903 (Mietshaus) | Klinkerfassade, Stuck im Eingangsbereich, baugeschichtlich von Bedeutung | 09293080 |
|                                         | Mietshaus in geschlossener Bebauung | Wittstockstraße 10 (Karte)                               | 1903 (Mietshaus) | Klinkerfassade, Stuck im Eingangsbereich, Reste bleiverglaster Treppenhausfenster, baugeschichtlich von Bedeutung | 09293081 |
|                                         | Mietshaus in geschlossener Bebauung in Ecklage | Wittstockstraße 11 (Karte)                               | 1903 (Mietshaus) | Klinkerfassade, Stuck im Eingangsbereich, Reste geätzter Treppenhausfenster, baugeschichtlich von Bedeutung | 09293082 |
|                                         | Mietshaus in geschlossener Bebauung, mit Vorgarten | Wittstockstraße 12 (Karte)                               | 1903 (Mietshaus) | Klinkerfassade mit Sandsteingliederung, Reste bleiverglaster Treppenhausfenster, baugeschichtlich von Bedeutung | 09293083 |
|                                         | Mietshaus in halboffener Bebauung, mit Einfriedung und Vorgarten | Wittstockstraße 14 (Karte)                               | 1903 (Mietshaus) | Klinkerfassade mit Sandsteingliederung, Windfangtür im Innern, baugeschichtlich von Bedeutung | 09293084 |
| Weitere Bilder                          | Ehemaliges Hospital in halboffener Bebauung in Ecklage, mit Inschrifttafel | Witzgallstraße 18 (Karte)                                | bezeichnet 1895–1896 (Altenheim)                                                                                    | Altenheim, Putzfassade, bezeichnet: »Johannishospital, Zweiganstalt. Erbaut vom Rathe der Stadt Leipzig 1895 und 1896«, sozialgeschichtlich und baugeschichtlich von Bedeutung | 09263329 |
| Direkt Bild zu diesem Denkmal hochladen | Mehrfamilienhäuser einer Wohnanlage und Vorgärten | Witzgallstraße 21; 23; 25 (Karte)                        | nach 1930 (Mehrfamilienwohnhaus)                                                                                    | Putzfassade, Erdgeschoss in Klinkerbauweise, als sozialer Wohnungsbau von baugeschichtlichem Wert | 09263328 |
|                                         | Ehemaliges Stiftsgebäude in halboffener Bebauung | Witzgallstraße 22 (Karte)                                | 1892–1893 (Stift)                                                                                                   | ehemals zum benachbarten katholischen Stift gehörend, heute Polizeigebäude, Klinkerfassade, neogotische Anklänge, baugeschichtlich und ortsgeschichtlich von Bedeutung | 09263332 |
| Direkt Bild zu diesem Denkmal hochladen | Mehrfamilienhaus einer Wohnanlage, mit Vorgarten | Wolfshainer Straße 1 (Karte)                             | 1913 (Mehrfamilienwohnhaus)                                                                                         | siehe auch Carpzovstraße 29–33 und Max-Pommer-Straße 2, Putzfassade, Reformstil-Architektur, baugeschichtlich von Bedeutung | 09263872 |
| Direkt Bild zu diesem Denkmal hochladen | Mehrfamilienhaus einer Wohnanlage, mit Vorgarten | Wolfshainer Straße 2 (Karte)                             | 1926 (Mehrfamilienwohnhaus)                                                                                         | Putzfassade, siehe auch Fuchshainer Straße 8 und Carpzovstraße 35/37, baugeschichtlich von Bedeutung | 09263319 |
|                                         | Mehrfamilienhaus einer Wohnanlage, mit Vorgarten | Wolfshainer Straße 3 (Karte)                             | 1912 (Mehrfamilienwohnhaus)                                                                                         | siehe auch Hofer Straße 13–17 und Max-Pommer-Straße 4, Putzfassade, baugeschichtlich bedeutsam als Zeugnis des sozialen Wohnungsbaus vor dem Ersten Weltkrieg | 09263873 |
|                                         | Mietshaus in geschlossener Bebauung | Zillerstraße 2 (Karte)                                   | 1889–1890 (Mietshaus)                                                                                               | mit Tordurchfahrt, historisierende Putzfassade, baugeschichtlich von Bedeutung | 09290859 |
|                                         | Mietshaus in geschlossener Bebauung | Zillerstraße 4 (Karte)                                   | um 1890 (Mietshaus)                                                                                                 | mit Tordurchfahrt, historisierende Putzfassade, baugeschichtlich von Bedeutung | 09290858 |
|                                         | Mietshaus in geschlossener Bebauung in Ecklage | Zillerstraße 6 (Karte)                                   | um 1890 (Mietshaus)                                                                                                 | mit Eckladen, historisierende Putzfassade, baugeschichtlich von Bedeutung | 09263333 |